# كلكتا
كُلْكَتَّة أو كلكتا (اسمها الرسمي حتى عام 2001) أو قلقوطا  (بالبنغالية، কলকাতা) مدينة هندية تقع شرق الهند عاصمة ولاية البنغال الغربي المحاذية لبنغلاديش. وكانت عاصمة الهند القديمة قبل نيودلهي حتى 1911، وتعد سابع أكبر مدينة من حيث عدد السكان في الهند حيث يبلغ عدد سكانها 4.5 مليون نسمة مقيمون داخل حدود المدينة، تقع مدينة كلكتا على شاطئ خليج البنغال، وعلى الضفة الشرقية لنهر هوغلي، تبلغ مساحتها حوالي 80 كيلومتر (50 ميل)، وهي المركز التجاري والتجاري والمالي الرئيسي لشرق الهند والميناء الرئيسي للاتصالات لشمال شرق الهند، ويزيد عدد سكان منطقة كولكاتا الحضرية 15.3 مليون نسمة في 2023، وهي ثالث أكبر منطقة حضرية من حيث عدد السكان في الهند. في عام 2021 تجاوز عدد الناخبون المسجلون في منطقة كولكاتا الحضرية 15 مليون ناخب، ويُعد ميناء كولكاتا أقدم ميناء عامل في الهند وميناءها النهري الرئيسي الوحيد، وتعتبر العاصمة الثقافية للهند.
في أواخر القرن السابع عشر كانت عبارة عن لثلاث قرى يحكمها نواب البنغال تحت سيادة المغول، بعد أن منحهم نواب شركة الهند الشرقية رخصة تجارية في عام 1690، وعملت الشركة على تطوير المنطقة لتصبح مركزًا تجاريًا محصنًا بشكل متزايد يُعرف باسم «فورت ويليام»، احتل نواب سراج الدولة كلكتا في 1756، واستعادت شركة الهند الشرقية السيطرة عليها في العام التالي، وفي عام 1793 كانت شركة الهند الشرقية قوية بما يكفي لإلغاء الحكم الأصلي، وتفترض السيادة الكاملة على المنطقة. وكانت كلكتا عاصمة للأراضي الخاضعة تحت حكم الشركة وفيما بعد تحت الحكم البريطاني حتى عام 1911. وفي ذلك الوقت قام البريطانيون بتقييم مساوئهم الجغرافية المتصورة، ومع نمو القومية في البنغال، نقل البريطانيون العاصمة إلى نيودلهي وعُرفت كلكتا كمركز حركة الاستقلال الهندية.
عانت كولكاتا التي كانت في يوم من الأيام مركز التجارة والثقافة والسياسة الهندية، لعقود عديدة من العنف السياسي والركود الاقتصادي بعد الاستقلال في 1947، وهي مدينة متنوعة ديموغرافيًا، وهي موطن لصناعة السينما في ولاية البنغال الغربية توليوود والمؤسسات الثقافية، مثل أكاديمية الفنون الجميلة، ونصب فيكتوريا التذكاري، والجمعية الآسيوية، والمتحف الهندي، ومكتبة الهند الوطنية، وتستضيف من المؤسسات العلمية جمعية الزراعة البستانية في الهند، والمسح الجيولوجي للهند، والمسح النباتي للهند، وجمعية كلكتا الرياضية، ورابطة مؤتمر العلوم الهندية، والمسح الحيواني للهند، ومعهد المهندسين، والمسح الأنثروبولوجي للهند والجمعية الهندية للصحة العامة، وقد حاز أربعة من سكانها على جائزة نوبل، وتُعد موطنًا لأماكن وامتيازات لعبة الكريكيت الرئيسية، إلا أنها تركز على كرة القدم والرياضات الأخرى.

## التاريخ

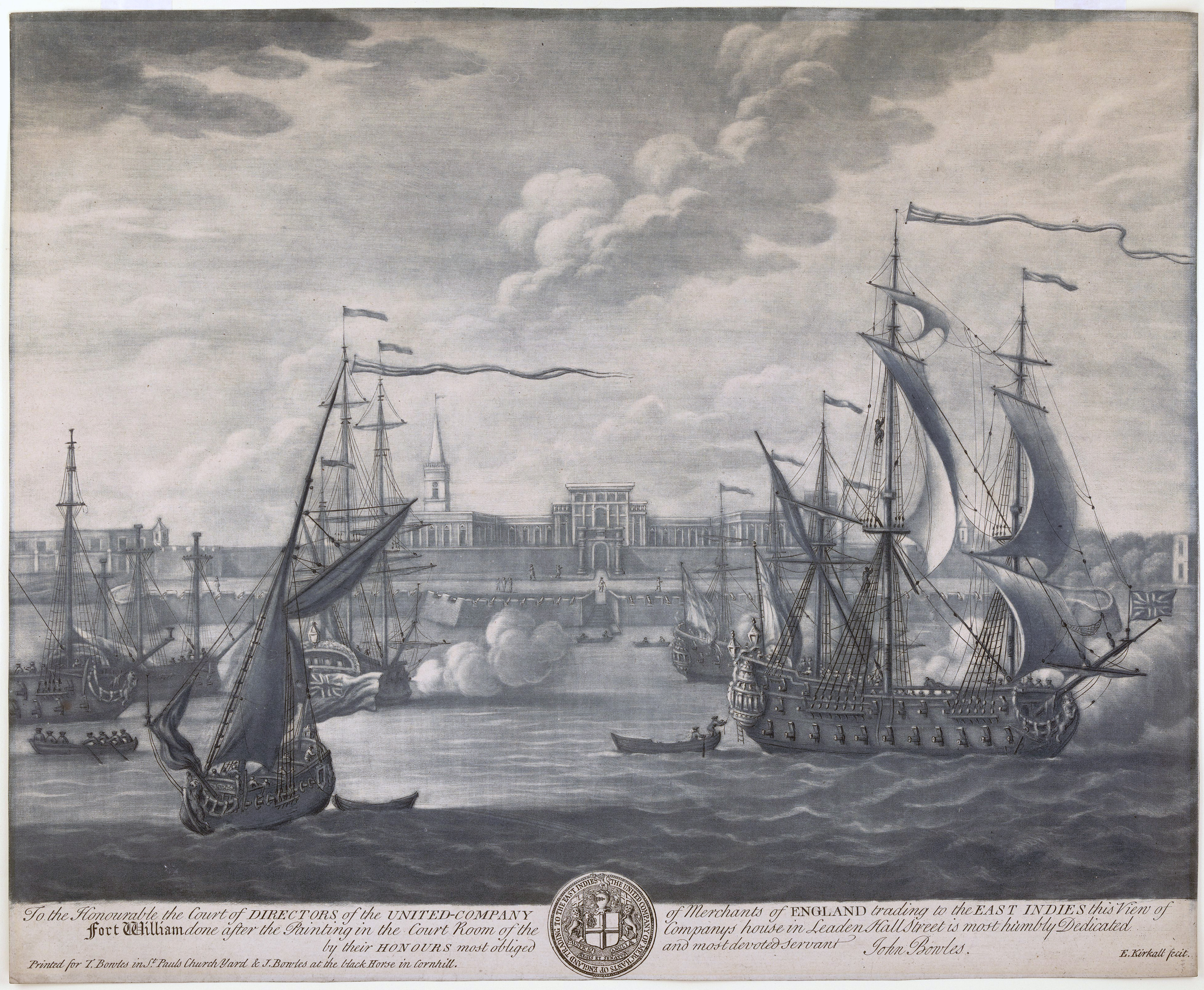
فورت ويليام مقر شركة الهند الشرقية البريطانية

### الحكم الاستعماري البريطاني
قدمت الاستكشافات والدراسات الأثرية لموقع تشاندراكيتوجاره [الإنجليزية] الأثري على بَعد نَحو 35 كيلومتر (22 ميل) شَمَال كلكتا، دليلاً على أن مَوقِع المدينة كَان مأهولًا بالسكان قَبل أَكثَر من ألفي عام، أمَّا عَن التَّاريخ المُسجل فَقَد بدأَ تَارِيخ كلكتا في عام 1690 مَع قدوم شركة الهند الشرقية الإنجليزيَّة لِتَعزِيز أعمالها التجاريَّة في البنغال، وَكَان يقال أن مؤسس المدينة هُو «جوب تشارنوك» وَهُو مسؤول إداري عَمَل في الشّركَة، ووردًا على التماس عام، حكمت محكمة كلكتا العليا في 2003 بأنَّ المدينة ليس لَهَا مؤسس،  وقد كَان مِنطَقَة المدينة مَوقِع ثلاث قرى وهي (كاليكاتا، وغوبيندابور، وسوتانوتي)، حيثُ كَانَت كاليكاتا قرية صيد، أمَّا سوتانوتي فَقَد كَانَت قرية للنساجين على ضفاف النهر، وكانت القرى جُزءًا من مَلِكِيَّة تَابِعَة لِلِإمبراطور المغولي «جاغرداري» حيثُ منحها الملك لنبلائه، وكانت عائلة «صبارنا روي شودري» من ملاك الأراضي وتأخذ الضرائب مِنهَا، وَفِي 1698 نُقلت حُقوق الضرائب إلى شّركَة الهند الشرقيَّة عام 1698. :1

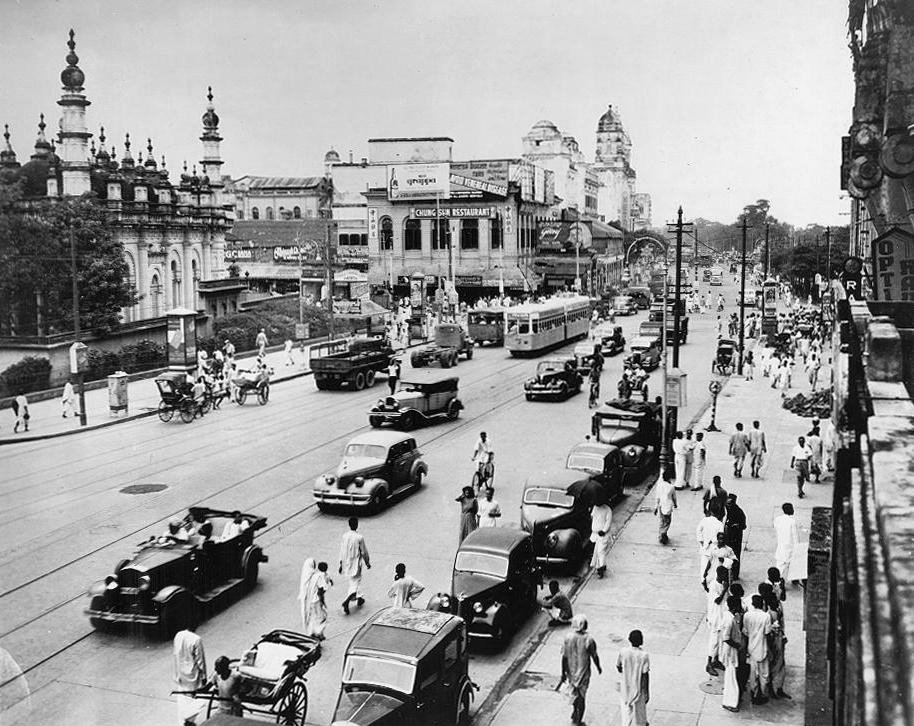
شارع تشورينغي ومسجد السلطان تيبو في وسط كلكتا، 1945

في عام 1712 أكمل البريطانيُّون بِنَاء «حصن فورت ويليام» الواقع على الضفة الشرقيَّة لنهر هوغلي لحماية مصنعهم التِجَارِيّ،  وحدث البريطانيُّون حصونهم في 1756 بَعد مناوشات متكررة مَع القوات الفرنسيَّة، وأدان نائب البنغال سراج الدولة العسكرة وتهرب الشّركَة الضريبي، وذهب تحذيره أدراج الرياح، فهاجم البريطانيُّون واستولى على «فورت ويليام» ممَّا أدَّى لمقتل العديد من مسؤولي شّركَة الهند الشرقيَّة في الثقب الأسود في كلكتا،  وَفِي العَام التالي استعادت قوة من جنود الشّركَة والقوات البريطانيَّة بِقيادة روبيرت كلايف المدينة،  وَفِي عام 1765 عُينت شّركَة الهند الشرقيَّة «جامع ضرائب إمبراطوري» لِلِإمبراطور المغولي في مقاطعة البنغال وبيهار وأوريسا، وفقًا لمعاهدة الله أباد [الإنجليزية] بَعد معركة بوكسار، بينما استمر النواب المعينون من المغول في حكم المُقاطعة،  وبحلول عام 1773 أصبَحَت كلكتا المقر الرَئِيسيّ لِشَرِكَة الهند الشرقيَّة.
في عام 1793، أُلغيت سلطة النواب الحاكمة، وسيطرت شّركَة الهند الشرقيَّة على المدينة والمُقاطعة بشكل كامل، وَفِي أوائل القرن التَّاسِع عشر جفت الأراضي الرطبة المحيطة بِالمدينة، وتمَّ إِنشاء مِنطَقَة حكومية على طُول ضفاف نهر نهر هوغلي، وعمل «ريتشارد ويلسلي» الحاكم العَام لرئاسة فورت ويليام على تَطوِير المدينة وهندستها المعماريّة العامَّة بَين عاميّ 1797 و1805،  وَخِلَال أواخر القرن الثامن عشر والتَّاسِع عشر كَانَت المدينة مركزًا لتجارة الأفيون لِشَرِكَة الهند الشرقيَّة،  وسجل تعداد عام 1837 تعداد سكان المدينة بنحو 229,700 نسمة، وَكَان البريطانيُّون 3138 شخص فقط،  ويقول المصدر نَفسُه إن 177 ألف آخرين يقيمون في الضواحي والقرى المُجاورة، ممَّا يجعل مجموع سكان كلكتا الكبرى 406,000 نسمة في 1837، وَفِي عام 1864 ضرب إعصار المدينة وقتل نَحو 60 ألف شخص في كلكتا.
بحلول خمسينيّات القرن التَّاسِع عشر، كَان في كلكتا منطقتان الأولى مِنطَقَة بريطانيَّة تُعرف بِاِسم «وايت تاون» وتتكوَّن من «تشورينغي»، و«ساحة دالهوزي»، واَلمِنطَقَة الثانيَّة مِنطَقَة هنديَّة تُعرف بِاِسم «بلاك تاون» وتقع في شَمَال كلكتا،  ومنذ أوائل خمسينيّات القرن التَّاسِع عشر شهدت المدينة نموًا صناعيًا سريعًا خاصَّة في صناعات الغزل والنسيج والجوت، وشجع هَذَا النمُو الشَّرِكَات البريطانيَّة للاستثمار بشكل أكبر في مشاريع البِنية التَّحتيَّة، ومنها اتصالات التلغراف وسكة حديد هاوره، وأدى اندماج الثقافة البريطانيَّة والهنديَّة إلى ظهور طبقة جديدة من «البابو» من الهنود الحضريين، والَّتِي كَان أعضاؤها في الغالب من البيروقراطيين والمهنيين وقراء الصحف وعشاق اللغة الإنجليزيَّة، وعادة مَا كانوا ينتموا للطوائف الهندوسيَّة العليا،  وَفِي القرن التَّاسِع عشر أدَّى عصر النهضة البنغالية إلى زِيادَة التطور الاجتماعيّ وَالثَّقافِي بَين سكان المدينة، وَفِي عام 1883 استضافت كلكتا المُؤتَمَر الوطنيّ الأول للرابطة الوطنيَّة الهنديَّة، وهي أول منظَّمة قومية في الهند.
أدَّى التقسيم الديني للبنغال في عام 1905 إلى احتجاجات جماهيريةً، وَلَم تُعدّ كلكتا مكانًا مناسبًا للبريطانيين،  وَفِي عام 1911 نُقِلوا العاصِمَة إلى نيودلهي،  واستمرت كلكتا في كونها مركزًا للمُنظمات الثورية المُرتبطة بحركة الاستِقلال الهنديَّة، وَخِلَال الحرب العالمية الثانية تعرضت المدينة ومينائها للقصف عدَّة مرات من الجيش الإمبراطوري الياباني بَين عاميّ 1942 و1944،  وبالتزامن مَع الحرب أدَّت مجاعة البنغال عام 1943 لوفاة ملايين السكان بسبب مَجمُوعَة من العوامل العسكريَّة والإداريَّة والطَّبيعية،  وأدت مطالب إِنشاء دَولَة مسلمة في عام 1946 إلى حلقة من العنف الطائفي راح ضحيتها أَكثَر من 4 آلف شخص،  وأدى تقسيم الهند إلى مزيد من أَعمَال العنف والاشتباكات والتحول الديموغرافي، حيثُ غادر العديد من المُسلمين إلى شَرق باكستان (بنغلاديش الحالية)، بينما فر مئات الآلاف من الهندوس إلى المدينة.

### التاريخ المعاصر
خِلال الستينيّات والسبعينات من القرن العِشرين، أدَّى نَقص الطاقة الحاد، والإضرابات والاحتجاجات الماركسية الماوية العنيفة خِلال العصيان الماوي-الناكسالي إلى تدمير البِنية التَّحتيَّة للمدينة، وتسبب ذَلِك في الركود الاقتصاديّ،  وأدت حرب تَحرِير بنجلاديش عام 1971 إلى تدفق هائل لآلاف اللاجئين إلى المدينة، وإجهاد البِنية التَّحتيَّة لكلكتا،  وَخِلَال مُنتَصَف الثمانينات تفوقت مومباي (الَّتِي كَانَت تُسمى بومباي) على كلكتا باعتِبارها أَكثَر مُدن الهند اكتظاظًا بالسكان، وَفِي عام 1985 وصف رَئِيس الوُزراء راجيف غاندي مَدِينَة كلكتا بأنَّها «مَدِينَة تحتضر» نظرًا لمشاكلها الاجتماعيَّة وَالسِياسِيَّة،  وَفِي الفَترَة 1977-2011 كَانَت ولاية البنغال الغَربيَّة تحكم من كلكتا من قَبل الجبهة اليساريَّة، الَّتِي كَان يُسَيطِر عَلَيهَا الحزب الشيوعي الهندي، وكانت أطول حكومة شيوعية منتخبة ديمقراطيًا فِي العَالم، وكانت كلكتا قاعدة رئيسيَّة للشيوعية الهنديَّة،  وَبَعد التسعينات اكتسب الانتعاش الاقتصاديّ للمدينة زخماً، عَندَمَا بَدَأت الهند في الإصلاحات المؤيدة للسوق، وأعاد قطاع خِدمات تكنولوجيّا المَعلُومَات تنشيط اقتصاد كلكتا الراكد مُنذ عام 2000، وتَشهد المدينة أيضًا نموًا ملحوظًا في قاعدتها التصنيعية.

## الجغرافيا

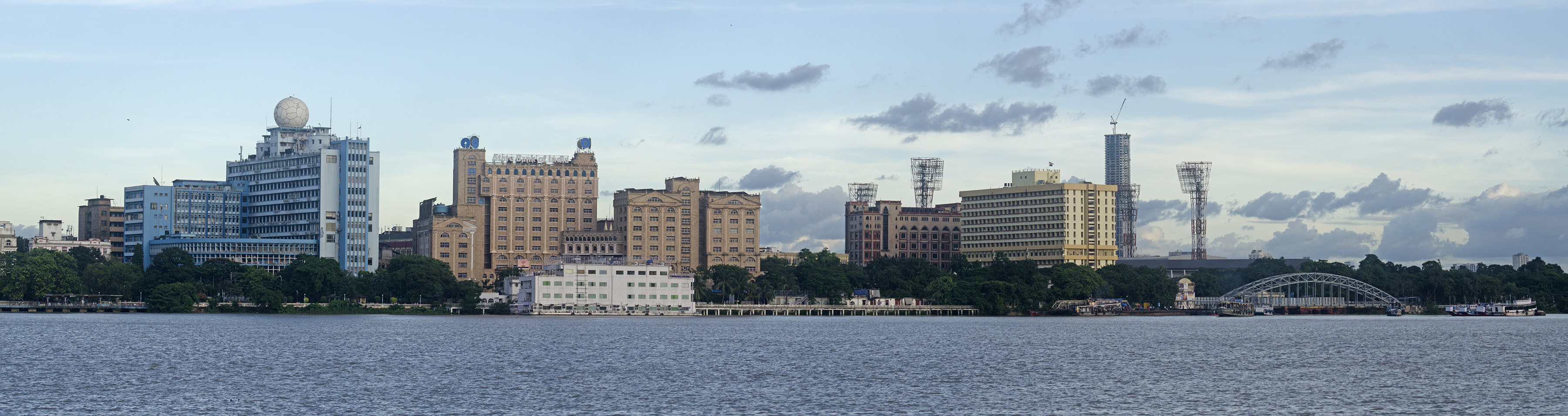
أفق كلكتا من هاورا

وتنتشر على طُول ضفاف نهر هوغلي، وتقع بأكملها في دلتا الجانج السفلى في شَرق الهند على بَعد نَحو 75 كم (47 ميل) من الحدود الدوليَّة مَع بنغلاديش، وترتفع المدينة عَن سطح البَحر بنحو 1.5–9 متر (5–30 قدم)،  وقد كَان جُزء كَبِير مِنهَا مُستنقعات رطبة أُستصلحت على مدى عقود لاستيعاب تزايد عدد السكان،  وقد صُنفت المناطق المُتبقية غير المطورة والمَعروفَة بِاِسم «أراضي شَرق كلكتا الرطبة» بأنَّها «أرض رطبة ذَات أهَمِيَّة دَولِيَّة» بموجب اتفاقية رامسار (1975)،  وتقع كلكتا فوق «حوض البنغال»، ويَبلغَ إجمالي سمك الرواسب تحت كلكتا مَا يقرب من 7,500 متر (24,600 قدم) فوق القاعدة السفلية البلّوريّة، ويَبلغَ سمك رواسب العصر الرباعي 350–450 متر (1,150–1,480 قدم) وَهُو الأعلى، وتتبَّعه رواسب العصر الثالث بسمك 4,500–5,500 متر (14,760–18,040 قدم)، ويليه صخر مصطبي من العصر الطباشيري بنحو 500–700 متر (1,640–2,300 قدم)، ومن ثم 600–800 متر (1,970–2,620 قدم) صخور جندوانا من العصر البرمي-الكربوني، وتتكوَّن رواسب العصر الرباعي من الطين والطمي وعدة درجات من الرمل والحصى، وتقع بَين طبقتين من الطين حيثُ تَقعُ الطبقة السفلية على عمق 250–650 متر (820–2,130 قدم)، وتبلغ سماكة الطبقة العلوية 10–40 متر (30–130 قدم).

### البنية العمرانية

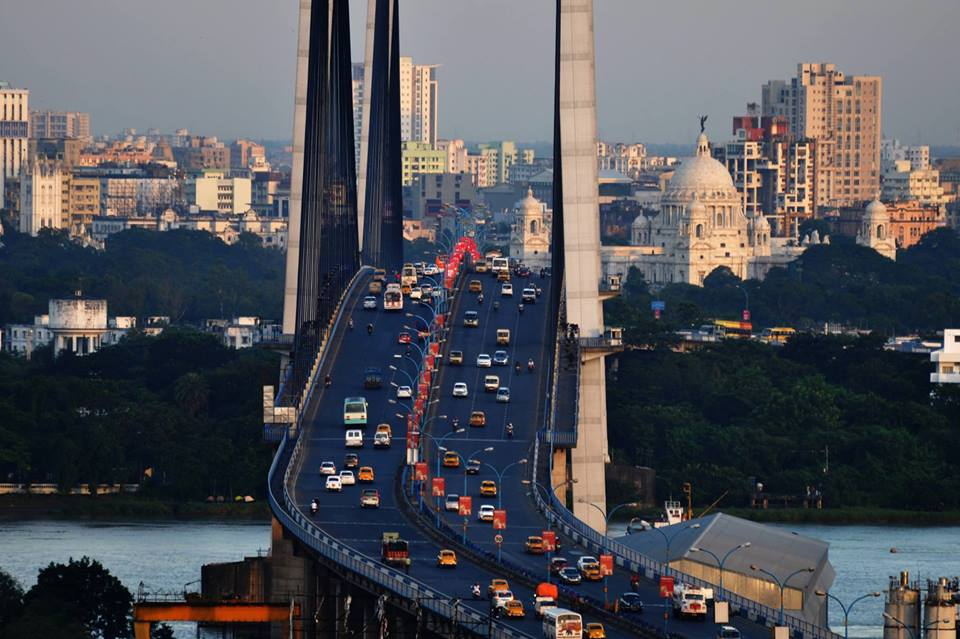
منظر جوي لأفق كلكتا يظهر فيه نصب فيكتوريا التذكاري وفيدياساجار سيتو

تَبلُغ مِسَاحَة مِنطَقَة كلكتا الحضريّة 1,886.67 كيلومتر مربع (728.45 ميل2)، :7 وتضُم 4 مؤسسات بلدية (مِنهَا مؤسَّسة بلدية كلكتا)، و37 بلدية محليّة، و24 بانشيات ساميتيس، :7 ويشمل التكتل الحضري 72 مَدِينَة، و527 بلدة وقرية،  وتضُم مَنَاطِق الضواحي في مِنطَقَة كلكتا الحضريّة أجزاء من المُقاطعات التالية: شَمَال 24 بارغاناس وجنوب 24 بارغاناس، وهوراه، وهوجلي، وناديا.:15 وتبلغ مِسَاحَة مَدِينَة كلكتا الخاضعة لسلطة شّركَة بلدية كلكتا نَحو 206.08 كيلومتر مربع (80 ميل2).
تُعد المسافة بَين الشَّرق والغرب في المدينة ضيقة نسبيًا، وتمتدُّ من نهر هوغلي غربًا، إلى قرب «الطريق الرَئِيسيّ الشرقي لمدينة كلكتا» شرقًا، وتمتدُّ لمسافة 9–10 كيلومتر (5.6–6.2 ميل)، بينما تُعد المسافة بَين الشمال وَالجَنُوب أكبر، ويُستخدم محورها لتقسيم المدينة إلى شَمَال ووسط وجنوب وشرق كلكتا، ويُعد «شَمَال كلكتا» الجزء الأقدم في المدينة، ويتميَّز بنمط معماري من القرن 19 وله أزقة ضيقة، :65–66 وَفِي «وَسَط كلكتا» تُوجَد اَلمِنطَقَة التجاريَّة المركزيَّة، ويَقع والمتنزه في شَرق المدينة، بينما يقع في غربها طَرِيق ستراند،  وأمانة ولاية البنغال الغَربيَّة، وَمَكتَب البريد العَام، وبنك الاحتياطي الهندي، ومحكمة كلكتا العليا، ومقر شرطة لالبازار والعديد من المَكَاتِب الحكوميَّة والخاصّة الأُخرى،  وشهدت مِنطَقَة «جَنُوب كلكتا» تطورًا ملحوظًا بَعد اِستِقلال الهند في 1947، وفيه تُوجَد أحياء راقية،  وَفِي قلب المدينة يُوجِد ميدان كَبِير مفتوح يُطلق عليه اسم «رئة كلكتا»،  وتُقام فِيه الأَحدَاث الرياضية والاجتماعات العامَّة،  وَفِي الطرف الجنوبي من المَيدَان يقع نُصب فيكتوريا التذكاري ومضمار سباق كلكتا.
تَقع مِنطَقَة «بيدهاناجار» المَعروفَة بِاِسم مَدِينَة «سالت لِيك» شَمَال شَرق المدينة، وتقع مِنطَقَة «راجارات» المسماة «المدينة الجَدِيدَة» شَرق بيدهاناجار،  وقد شهد عقد 2000 تطور القِطَاع الخامس في بيدهاناجار إلى مَركَز أَعمَال لشركات تكنولوجيّا المَعلُومَات وَالاِتِصَالَات.

### المناخ
يُعتبر مناخ كلكتا مناخ رطب وجاف استوائي، ووفقًا لِتَقرير صادر عَن بَرنامَج الأُمَم المتَّحدة الإِنمَائِي فإنَّ مِنطَقَة الرياح والأعاصير فِيهَا «تنطوي على مخاطر وأضرار كَبِيرَة جدًا».

#### درجة الحرارة
يبلغ المُتَوَسِط السنوي لدرجة الحرارة في كلكتا 26.8 دَرَجَة مئوية (80 دَرَجَة فهرنهايت)، أمَّا المُتَوَسِط الشهري فيتراوح من 15 إلى 30 دَرَجَة مئوية (59 إلى 86 دَرَجَة فهرنهايت)، ويُكوّن صيفها حار ورطب، وغالبًا مَا تتجاوز درجات الحرارة القصوى خِلال فترات الجفاف 40 دَرَجَة مئوية في مايو ويونيو،  ويستمرُّ الشتاء لنحو شهرين ونصف، وتصل أدنى دَرَجَة حرارة من 9 إلى 11 دَرَجَة مئوية (48.2 إلى 51.8 فهرنهايت) في ديسمبر ويناير، ويُعتبر مايو الأكثر سخونة في العَام، حيثُ تتراوح درجات الحرارة اليومية من 27–37 °م (81–99 °ف)، بينما يُعتبر شهر يناير الأبرد خِلال العَام، حيثُ تتراوح درجات الحرارة فِيه من 12–23 °م (54–73 °ف). أعلى دَرَجَة حرارة مسجلة في كلكتا هي 43.9 °م (111.0 °ف)، وأدنى دَرَجَة حرارة مسلجة هي 5 °م (41 °ف). تشهد الفَترَة من أبريل إلى يونيو نوبات مغبرة تَلِيهَا نوبات من العواصف الرعدية والأمطار الغزيرة، وتؤدّي لتخفيف حرارة الجو الرطبة.

#### هطول الأمطار
تهطل الأمطار في المدينة بَين يونيو وسبتمبر في موسم الرياح الموسميَّة الصيفية الجنوبيَّة الغَربيَّة من خليج البنغال،  وتزوَّد المدينة بمعظم هطول الأمطار السنوي البالغ 1,850 مليمتر (73 بوصة)، ويحدُث أعلى هطول للأمطار خِلال الرياح الموسميَّة في شهري يوليو وأغسطس، وتستقبل المدينة 2528 ساعة من أشعة الشمس سنويًا، مَع أقصى تعرض لأشعة الشمس في أبريل،  وقد تعرضت كلكتا لعدة أعاصير، وأدت الأعاصير في عاميّ 1737 و1864 لمقتل الآلاف،  وتسبب «إعصار إيلا» في عام 2009 و«إعصار امفان» في 2020، في حدوث أضرار واسعة النطاق.
| البيانات المناخية لـكلكتا                                                     | البيانات المناخية لـكلكتا | البيانات المناخية لـكلكتا | البيانات المناخية لـكلكتا | البيانات المناخية لـكلكتا | البيانات المناخية لـكلكتا | البيانات المناخية لـكلكتا | البيانات المناخية لـكلكتا | البيانات المناخية لـكلكتا | البيانات المناخية لـكلكتا | البيانات المناخية لـكلكتا | البيانات المناخية لـكلكتا | البيانات المناخية لـكلكتا | البيانات المناخية لـكلكتا |
| الشهر                                                                         | يناير                     | فبراير                    | مارس                      | أبريل                     | مايو                      | يونيو                     | يوليو                     | أغسطس                     | سبتمبر                    | أكتوبر                    | نوفمبر                    | ديسمبر                    | المعدل السنوي             |
| ----------------------------------------------------------------------------- | ------------------------- | ------------------------- | ------------------------- | ------------------------- | ------------------------- | ------------------------- | ------------------------- | ------------------------- | ------------------------- | ------------------------- | ------------------------- | ------------------------- | ------------------------- |
| الدرجة القصوى °م (°ف)                                                         | 32.8 (91.0)               | 38.4 (101.1)              | 41.1 (106.0)              | 43.3 (109.9)              | 43.7 (110.7)              | 43.9 (111.0)              | 39.9 (103.8)              | 38.4 (101.1)              | 38.9 (102.0)              | 39.0 (102.2)              | 34.9 (94.8)               | 32.5 (90.5)               | 43.9 (111.0)              |
| الحد الأقصى المتوسط °م (°ف)                                                   | 29.8 (85.6)               | 33.5 (92.3)               | 37.4 (99.3)               | 38.5 (101.3)              | 38.8 (101.8)              | 38.0 (100.4)              | 35.9 (96.6)               | 35.0 (95.0)               | 35.3 (95.5)               | 35.1 (95.2)               | 32.9 (91.2)               | 29.8 (85.6)               | 39.8 (103.6)              |
| متوسط درجة الحرارة الكبرى °م (°ف)                                             | 25.8 (78.4)               | 29.2 (84.6)               | 33.5 (92.3)               | 35.3 (95.5)               | 35.3 (95.5)               | 33.8 (92.8)               | 32.4 (90.3)               | 32.2 (90.0)               | 32.4 (90.3)               | 32.2 (90.0)               | 30.1 (86.2)               | 27.0 (80.6)               | 31.6 (88.9)               |
| المتوسط اليومي °م (°ف)                                                        | 20.0 (68.0)               | 23.6 (74.5)               | 28.0 (82.4)               | 30.4 (86.7)               | 30.9 (87.6)               | 30.4 (86.7)               | 29.4 (84.9)               | 29.3 (84.7)               | 29.2 (84.6)               | 28.1 (82.6)               | 25.0 (77.0)               | 21.2 (70.2)               | 27.1 (80.8)               |
| متوسط درجة الحرارة الصغرى °م (°ف)                                             | 14.1 (57.4)               | 17.8 (64.0)               | 22.4 (72.3)               | 25.3 (77.5)               | 26.4 (79.5)               | 26.8 (80.2)               | 26.5 (79.7)               | 26.4 (79.5)               | 26.0 (78.8)               | 24.1 (75.4)               | 19.7 (67.5)               | 15.2 (59.4)               | 22.6 (72.7)               |
| الحد الأدنى المتوسط °م (°ف)                                                   | 10.7 (51.3)               | 12.9 (55.2)               | 17.6 (63.7)               | 20.4 (68.7)               | 21.5 (70.7)               | 23.7 (74.7)               | 24.3 (75.7)               | 24.4 (75.9)               | 23.8 (74.8)               | 20.6 (69.1)               | 15.4 (59.7)               | 11.8 (53.2)               | 10.4 (50.7)               |
| أدنى درجة حرارة °م (°ف)                                                       | 6.7 (44.1)                | 7.2 (45.0)                | 10.0 (50.0)               | 16.1 (61.0)               | 17.9 (64.2)               | 20.4 (68.7)               | 20.6 (69.1)               | 22.6 (72.7)               | 20.6 (69.1)               | 17.2 (63.0)               | 10.6 (51.1)               | 7.2 (45.0)                | 6.7 (44.1)                |
| معدل هطول الأمطار مم (إنش)                                                    | 10.4 (0.41)               | 20.9 (0.82)               | 35.2 (1.39)               | 58.9 (2.32)               | 133.1 (5.24)              | 300.6 (11.83)             | 396.0 (15.59)             | 344.5 (13.56)             | 318.1 (12.52)             | 180.5 (7.11)              | 35.1 (1.38)               | 3.2 (0.13)                | 1٬836٫5 (72.30)           |
| متوسط الأيام الممطرة                                                          | 1.1                       | 1.7                       | 2.2                       | 3.4                       | 7.0                       | 12.8                      | 17.7                      | 16.9                      | 13.9                      | 7.4                       | 1.3                       | 0.5                       | 85.9                      |
| متوسط الرطوبة النسبية (%) (at {{{time day}}})                                 | 61                        | 54                        | 51                        | 62                        | 68                        | 77                        | 82                        | 83                        | 82                        | 75                        | 67                        | 65                        | 69                        |
| ساعات سطوع الشمس الشهرية                                                      | 213.9                     | 211.9                     | 229.4                     | 240.0                     | 232.5                     | 135.0                     | 105.4                     | 117.8                     | 126.0                     | 201.5                     | 216.0                     | 204.6                     | 2٬234                     |
| ساعات سطوع الشمس اليومية                                                      | 6.9                       | 7.5                       | 7.4                       | 8.0                       | 7.5                       | 4.5                       | 3.4                       | 3.8                       | 4.2                       | 6.5                       | 7.2                       | 6.6                       | 6.1                       |
| متوسط مؤشر الأشعة فوق البنفسجية                                               | 6                         | 7                         | 10                        | 11                        | 12                        | 13                        | 13                        | 13                        | 12                        | 9                         | 7                         | 5                         | 10                        |
| المصدر #1: دائرة الأرصاد الجوية (الهند) (1971–2000) مؤشر الأشعة فوق البنفسجية |                           |                           |                           |                           |                           |                           |                           |                           |                           |                           |                           |                           |                           |
| المصدر #2: مركز طوكيو للمناخ (متوسط درجات الحرارة 1981-2010)                  |                           |                           |                           |                           |                           |                           |                           |                           |                           |                           |                           |                           |                           |

| البيانات المناخية لـكلكتا (مطار نيتاجي سوبهاس) 1981–2007 | البيانات المناخية لـكلكتا (مطار نيتاجي سوبهاس) 1981–2007 | البيانات المناخية لـكلكتا (مطار نيتاجي سوبهاس) 1981–2007 | البيانات المناخية لـكلكتا (مطار نيتاجي سوبهاس) 1981–2007 | البيانات المناخية لـكلكتا (مطار نيتاجي سوبهاس) 1981–2007 | البيانات المناخية لـكلكتا (مطار نيتاجي سوبهاس) 1981–2007 | البيانات المناخية لـكلكتا (مطار نيتاجي سوبهاس) 1981–2007 | البيانات المناخية لـكلكتا (مطار نيتاجي سوبهاس) 1981–2007 | البيانات المناخية لـكلكتا (مطار نيتاجي سوبهاس) 1981–2007 | البيانات المناخية لـكلكتا (مطار نيتاجي سوبهاس) 1981–2007 | البيانات المناخية لـكلكتا (مطار نيتاجي سوبهاس) 1981–2007 | البيانات المناخية لـكلكتا (مطار نيتاجي سوبهاس) 1981–2007 | البيانات المناخية لـكلكتا (مطار نيتاجي سوبهاس) 1981–2007 | البيانات المناخية لـكلكتا (مطار نيتاجي سوبهاس) 1981–2007 |
| الشهر                                                    | يناير                                                    | فبراير                                                   | مارس                                                     | أبريل                                                    | مايو                                                     | يونيو                                                    | يوليو                                                    | أغسطس                                                    | سبتمبر                                                   | أكتوبر                                                   | نوفمبر                                                   | ديسمبر                                                   | المعدل السنوي                                            |
| -------------------------------------------------------- | -------------------------------------------------------- | -------------------------------------------------------- | -------------------------------------------------------- | -------------------------------------------------------- | -------------------------------------------------------- | -------------------------------------------------------- | -------------------------------------------------------- | -------------------------------------------------------- | -------------------------------------------------------- | -------------------------------------------------------- | -------------------------------------------------------- | -------------------------------------------------------- | -------------------------------------------------------- |
| الدرجة القصوى °م (°ف)                                    | 32.5 (90.5)                                              | 37.3 (99.1)                                              | 40.6 (105.1)                                             | 42.8 (109.0)                                             | 43.1 (109.6)                                             | 43.7 (110.7)                                             | 39.2 (102.6)                                             | 37.7 (99.9)                                              | 36.8 (98.2)                                              | 36.8 (98.2)                                              | 36.0 (96.8)                                              | 33.0 (91.4)                                              | 43.7 (110.7)                                             |
| متوسط درجة الحرارة الكبرى °م (°ف)                        | 25.6 (78.1)                                              | 29.0 (84.2)                                              | 33.3 (91.9)                                              | 35.5 (95.9)                                              | 35.6 (96.1)                                              | 34.3 (93.7)                                              | 32.9 (91.2)                                              | 32.7 (90.9)                                              | 32.8 (91.0)                                              | 32.2 (90.0)                                              | 29.9 (85.8)                                              | 26.8 (80.2)                                              | 31.7 (89.1)                                              |
| متوسط درجة الحرارة الصغرى °م (°ف)                        | 12.9 (55.2)                                              | 16.6 (61.9)                                              | 21.3 (70.3)                                              | 24.7 (76.5)                                              | 25.9 (78.6)                                              | 26.5 (79.7)                                              | 26.3 (79.3)                                              | 26.4 (79.5)                                              | 25.9 (78.6)                                              | 23.8 (74.8)                                              | 19.0 (66.2)                                              | 14.0 (57.2)                                              | 21.9 (71.4)                                              |
| أدنى درجة حرارة °م (°ف)                                  | 5.0 (41.0)                                               | 6.1 (43.0)                                               | 12.1 (53.8)                                              | 16.6 (61.9)                                              | 17.6 (63.7)                                              | 19.2 (66.6)                                              | 20.1 (68.2)                                              | 21.1 (70.0)                                              | 21.7 (71.1)                                              | 15.7 (60.3)                                              | 11.7 (53.1)                                              | 6.1 (43.0)                                               | 5.0 (41.0)                                               |
| معدل هطول الأمطار مم (إنش)                               | 12.4 (0.49)                                              | 23.3 (0.92)                                              | 31.3 (1.23)                                              | 55.2 (2.17)                                              | 156.5 (6.16)                                             | 293.0 (11.54)                                            | 347.4 (13.68)                                            | 344.1 (13.55)                                            | 305.5 (12.03)                                            | 161.9 (6.37)                                             | 17.5 (0.69)                                              | 8.8 (0.35)                                               | 1٬757 (69.17)                                            |
| متوسط الأيام الممطرة                                     | 1.0                                                      | 1.7                                                      | 2.2                                                      | 3.5                                                      | 7.0                                                      | 12.6                                                     | 17.1                                                     | 16.9                                                     | 13.2                                                     | 6.8                                                      | 1.3                                                      | 0.5                                                      | 83.9                                                     |
| متوسط الرطوبة النسبية (%) (at {{{time day}}})            | 75                                                       | 71                                                       | 67                                                       | 71                                                       | 73                                                       | 79                                                       | 83                                                       | 83                                                       | 81                                                       | 75                                                       | 70                                                       | 72                                                       | 75                                                       |
| المصدر: دائرة الأرصاد الجوية (الهند)                     |                                                          |                                                          |                                                          |                                                          |                                                          |                                                          |                                                          |                                                          |                                                          |                                                          |                                                          |                                                          |                                                          |

### القضايا البيئية
يُشكل التلوث مصدر قلق كَبِير لمدينة كلكتا، وَفِي عام 2008 كَان التركيز السنوي لثاني أكسيد الكبريت وثاني أكسيد النيترُوجين ضمنَ المعايير الوطنيَّة لجودة الهواء المُحِيط في الهند، ولكنَّ مستويات الجسيمات القابلة القابلة للتنفس كَانَت عالية، وَفِي اتجاه متزايد لخمس سنوات متتالية، وتسبب في ارتفاع الضَبْخان (الضباب الدخاني) والغبش أو العجاج،  وقد تسبب تلوث الهواء الشديد في المدينة في ارتفاع أمراض الجهاز التنفسي المُرتبطة بالتلوث، مِثل سرطان الرئة.

## الاقتصاد

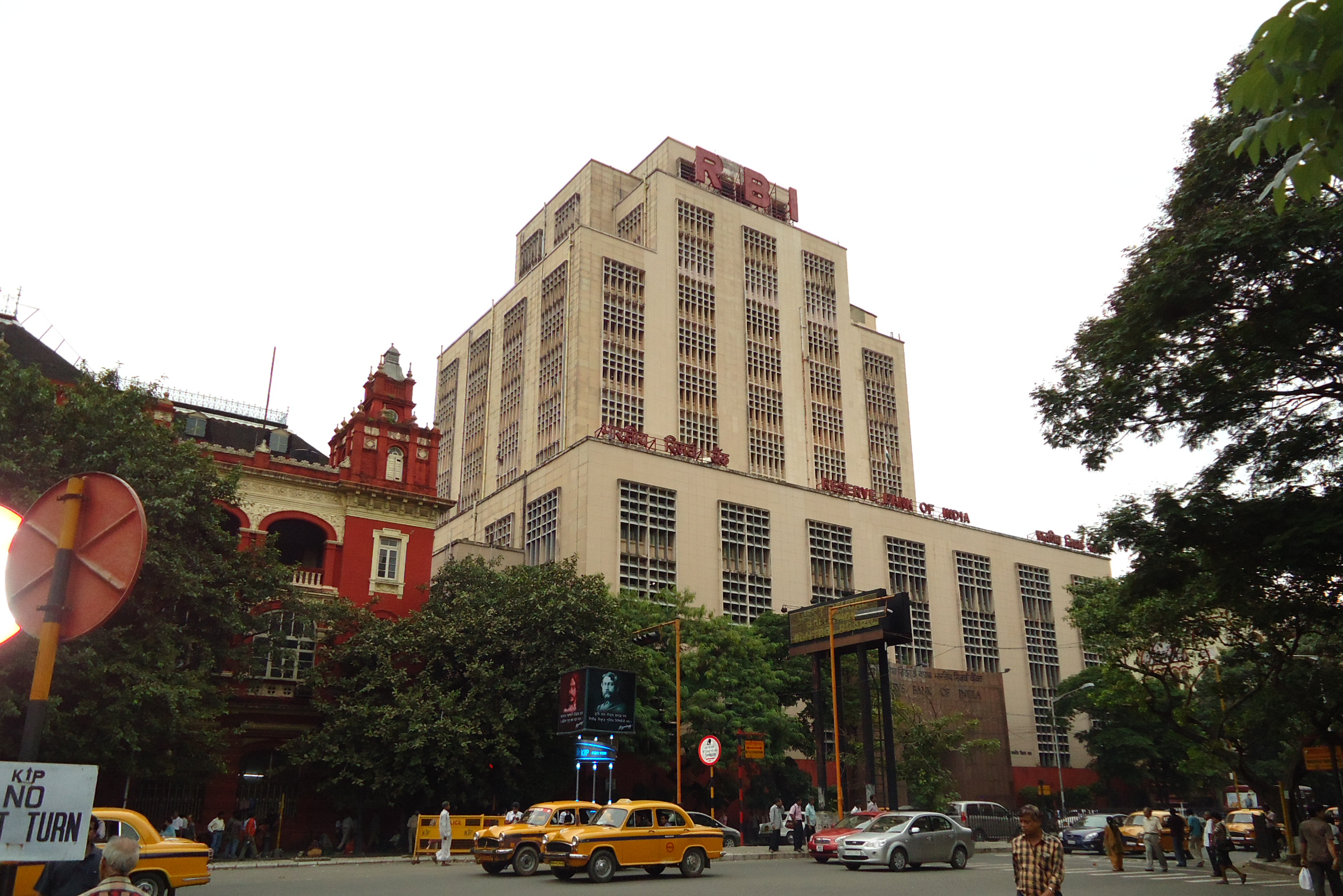
مبنى بنك الاحتياطي الهندي في كلكتا

تُعتبر مَدِينَة كلكتا موطن بورصة كلكتا،  والمَركَز التِجَارِيّ والماليّ لِشَرِق وشمال شَرق الهند،  وهي ميناء تِجَارِيّ وعسكري رَئِيسيّ، وهي المدينة الوحيدة في شَرق الهند الَّتِي بِهَا مطار دولي، باستثناء بوبانسوار، وعانت كلكتا سابقًا من تدهور اقتصادي مطرد في عقود مَا بَعد اِستِقلال الهند، ويعود ذَلِك للزيادة السُكّانيّة الحادة، واحتجاجات النقابات العمّالية المتشددة المدعومة من الأحزاب اليساريَّة. وأغلقت العديد من المصانع أبوابها خِلال الفَترَة من الستينيّات إلى أواخر التسعينات،  وأدى الافتقار إلى رأس المال والموارد إلى حالَة كساد في اقتصاد المدينة،  وَبَعد تَحرِير الاقتِصَاد الهندي في التسعينات تحسنت المدينة، ويُقدر إجمالي الناتج المحليّ حسب تعادل القوَّة الشرائية لاقتصاد مِنطَقَة العاصِمَة كلكتا من 150 مِليار دُولَار إلى 250 مِليار دُولَار، واحتلت مِنطَقَة العاصِمَة المرتبة الثالثة في المُدن الأكثر إنتاجية في الهند.

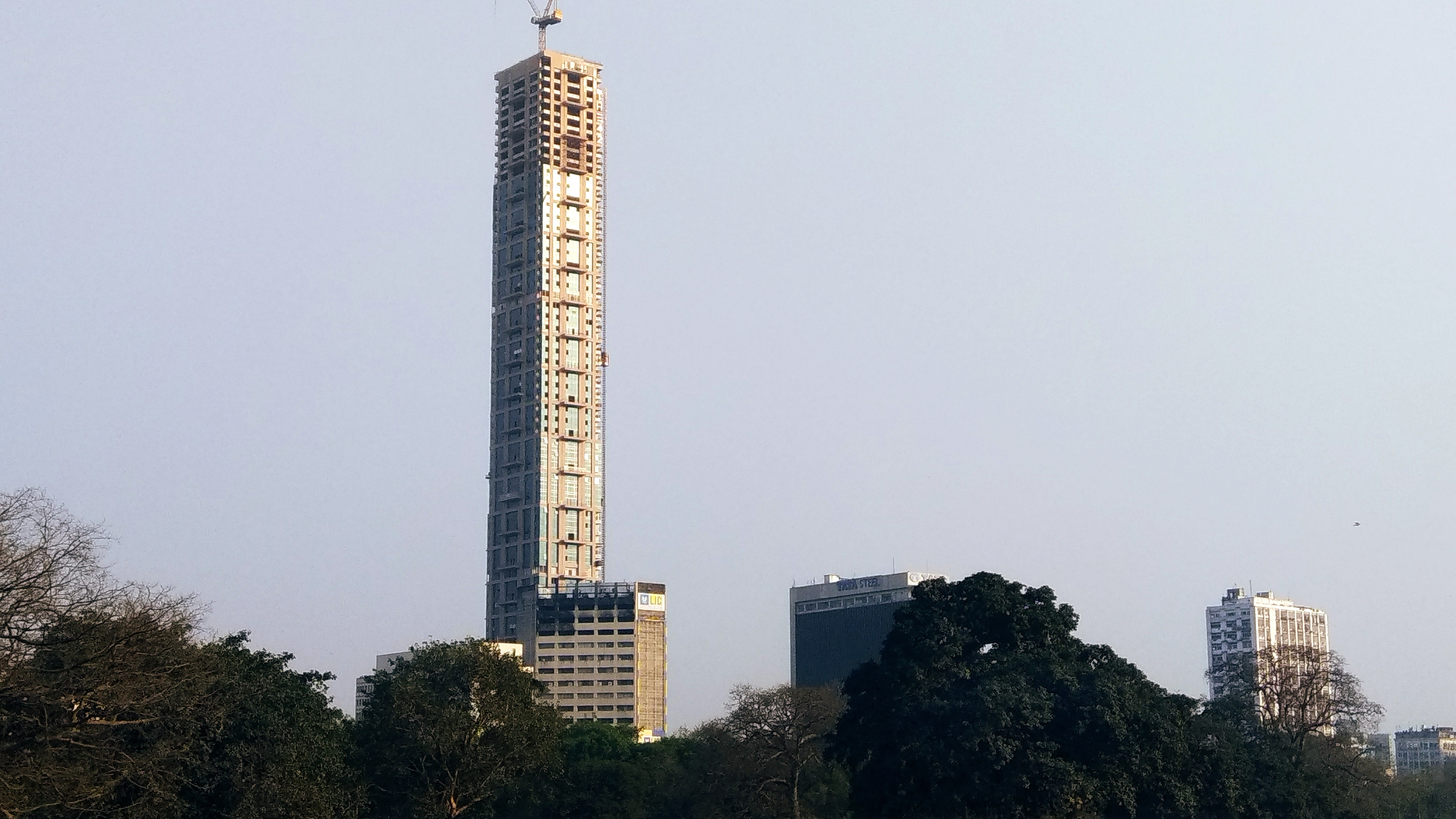
مبنى 42 في تشورينغي وهو أطول مبنى في كلكتا بارتفاع 268 م

كَان الإِنتاج المرن هُو القاعدة في كلكتا، الَّتِي لديها
يوظف القِطَاع غير الرسميّ أَكثَر من 40% من القوى العاملة في المدينة،  وَفِي 2005 قامت مَجمُوعَة واحدة غير منظَّمة «الباعة المتجولون» بإنشاء أَعمَال تجاريَّة بقيمة 87.72  (2 مِليار دُولَار أمريكي)،  وَفِي 2001 كَان 0.81% من القوى العاملة في المدينة يعملون في القِطَاع الأولي (الزراعة، والغابات، والتَعدِين، وغيرها)، بينما يعمل 15.49% في القِطَاع الثانوي (الصناعة والتصنيع)، وعمل 83.69% في القِطَاع الثالث (الصناعات الخدمية)، :19 وَفِي 2003 كَانَت غالبية الأسر القاطنة في الأحياء الفَقِيرَة تعمل في مهن القِطَاع غير الرسميّ، وشارك 36.5% منهم في الخِدمات المقدمة للطبقة الوسطى الحضريّة (خادمات، وسائقين، وغيرها)، بينما عَمَل 22.2% كعمال مأجورين، :11 بينما كَان 34% من القوى العاملة في الأحياء الفَقِيرَة في كلكتا عاطلون عَن العَمَل. :11 ووفقًا لأحد التقديرات يعيش مَا يقرب من ربع السكان على أقل من 27 روبية (مَا يُعادل 45 سنتًا أمريكيًا) في اليوم.

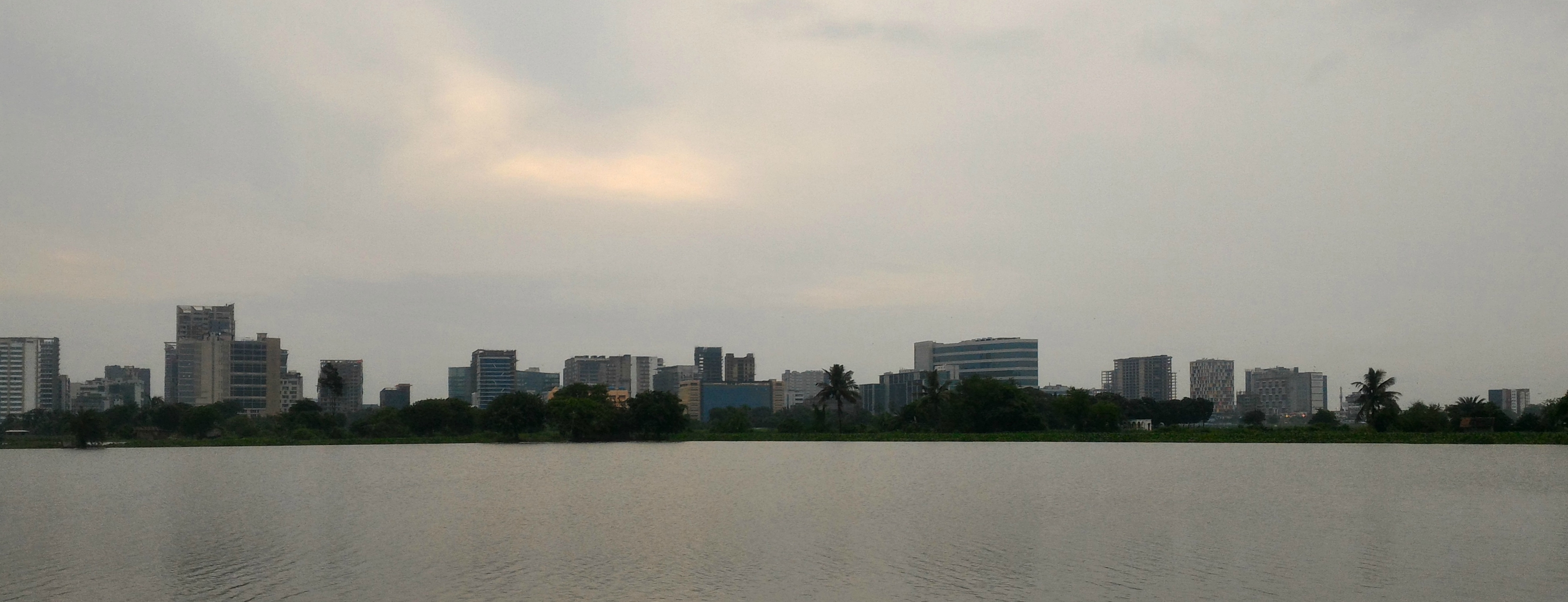
منظر بانورامي لقطاع وسط المدينة الخامس وهو أحد محاور تكنولوجيا المعلومات الرئيسية في كولكاتا كما يُرى من البحيرات المحيطة ببدهاناجار

من شركات التَصنِيع الرَئِيسيّة في المدينة ألستوم ولارسن أند توبرو،  و«فوسروك»،  و«فيديوكون». ونما قطاع تكنولوجيّا المَعلُومَات بسرعة من أواخر التسعينات، وبلغ مُعدل نمو قطاع تكنولوجيّا المَعلُومَات في كلكتا 70% سنويًا مَا يمثل ضعف المعدل الوطنيّ،  وشهد العقد الأول من القرن الحادي وَالعَشرَين زِيادَة الاِستِثمَارات في قطاعات العقارات والبِنية التَّحتيَّة وتجارة التجزئة والضيافة، وأُفتتح فِيهَا العديد من مَرَاكِز التسوق والفنادق الكبيرة.
يقع في كلكتا المقر الرَئِيسيّ لشركات مِثل «آي تي سي ليمتد»، و«سي أي إس سي ليمتد»، و«إكسايد إندستريز»، و«إمامي»، و«إيفريدي إندستريز إنديا»، و«لوكس إندستريز»، و«روبا كامبني»، و«برجر باينتس»، و«بيرلا كوبريشين»، و«بريتانيا إندستريز»، ويَقع المقر الإقلِيميّ لكل من «فيليبس إنديا»، و«برايس ووتر هاوس كوبرز إنديا»، وتاتا كونزومر برودكتس، و«ستيل تاتا» في كلكتا.
تستضيف كلكتا المقر الرَئِيسيّ لثلاثة بنوك رئيسيَّة في القِطَاع العَام وهي «بنك الله أباد»، و«بنك يو سي أو»، و«البَنك المتحد في الهند»، وكذا المقر الرَئِيسيّ لبنك باندان الخاصّ، ويُوجد في المدينة مَكتَب اَلمِنطَقَة الشرقيَّة لبنك الاحتياطي الهندي، وفيها دار سك للعملة، وفيها مقرَّات رئيسيَّة لبعض أقدم شركات القِطَاع العَام مِثل فحم الهند، و«شّركَة التأمين الوطنيَّة»، و«جاردن ريتش لبناء السفن والمُهندسين»، و«مَجلِس الشاي الهندي»، و«هيئة المِسَاحَة الجُيولوجيَّة الهنديَّة»، و«المسح الحيواني للهند»، و«المسح النباتي للهند»، و«جوت إنديا»، و«دار الاختبار الوطنيَّة»، و«شّركَة هندوستان للنحاس»، و«مَجلِس مصانع الذخائر» التابع لوزارة الدِفَاع الهنديَّة.

## التركيبة السكانية
يُطلق على سكان مَدِينَة كلكتا "كلكوتان - (بالإنجليزية: Calcuttan)‏" و"كلكتان - (بالإنجليزية: Kolkatan)‏"،  ويَبلغَ عدد سُكَّانها 4,486,679 نسمة وفقًا للنتائج المؤقتة للتعداد الوطنيّ لعام 2011،  وتبلغ كثافتها السُكّانيّة 24,252 لكل كيلومتر مربع (62,810/ميل2)،  وتبلغ نسبة الجِنس 899 إناث لكل 1000 ذكور، وهي نسبة أقل من المعدل الوطنيّ،  ويعود سبب انخفاضها لتدفق الذكور العاملين من المناطق الريفية المحيطة، من بقية غَرب البنغال،  ويَبلغَ مُعَدّل معرفة القراءة والكتابة في كلكتا 87.14%،  متجاوزًا المعدل الوطنيّ البالغ 74%.
| التعداد             | المجموع    | % ±   |
| ------------------- | ---------- | ----- |
| 1981                | 9194000    | -     |
| 1991                | 11.021.900 | 19.9% |
| 2001                | 13114700   | 19.0% |
| 2011                | 14,112,536 | 7.6%  |
| المصدر: تعداد الهند |            |       |

بحسب بيانات عام 2003 يعيش حوالي ثلث السكان (1.5 مليُون شخص) في 3500 مِنطَقَة عشوائية غير مسجلة خَالِيَة من الخِدمات الأساسيّة الَّتِي تُقَدِمَهَا البلدية، و2011 حيًا فقيرًا مسجلاً يتوفر فِيه الوُصُول إلى الخِدمات الأساسيّة مِثل المياه والمراحيض وَإِزَالَة القمامة من قَبل شّركَة كولكاتا البلدية.:4:92
يُمكِن تقسيم «الأحياء الفَقِيرَة المُسجَّلة» إلى مجموعتين الأولى «المفلسين» وفيها يستأجر السكان الأراضي لفترة زمنية طويلة، والمجمُوعة الثانيَّة «مستعمرات أودباستو» وهي المستوطنات الَّتِي أجرتها الحُكومة للاجئين من بنغلاديش الحاليَّة، :5 أمَّا المناطق العشوائية غير المُسجَّلة فهي أَمَاكِن وَضع الساكنون يدهم عَلَيهَا، وتنتشر بشكل رَئِيسيّ على طُول القنوات وخطوط السكك الحديديَّة والطرقات.:92:5
وفقًا لمسح صحّة الأسرة الوطنيّ لعام 2005، فَقَد مثلت الأسر الفَقِيرَة نَحو 14% من أسر المُجتمع، بينما تعيش 33% مِنهَا في أحياء فقيرة، :23 وقد مُنحت الأم تريزا جائزة نوبل للسلام لتأسيسها والعَمَل مَع منظَّمة الإرساليّات الخيرية في كلكتا.

### اللغات
لغات مدينة كلكتا (تعداد 2011)
تُعتبر اللغة البنغالية اللغة السائدة في كلكتا،  وتستخدم القوى العاملة اللغة الإنجليزيَّة بكثرة، ويتحدَّث الهنديَّة والأردية أقلية كَبِيرَة. يُشكل الهندوس البنغاليين غالبية سكان كلكتا، ويُشكل الماروارس والبيهاريون والمُسلمون الناطقون باللغة الأوردية أقليات كَبِيرَة. وتتواجد مجتمعات صغيرة مِثل الصينيُّون، والتاميليون، والنيباليون، والباتان / الأفغان،  والتيلوغويون، والغجراتيون، والأنجلو الهنود، والأرمن، والمسلمون البنغال، واليونانيّون، والتبتيون، والمراثيون، المالاياليون، والبنجاب والفرس،  وشهد القرن العِشرين انخفاض للأرمن واليونانيّون واليهود وَغَيرَهُم من الجَمَاعَات ذَات الأصول الأجنبيَّة،  وقد كَان عدد السكان اليهود في كلكتا 5 ألف نسمة أَثناء الحرب العالميَّة الثانيَّة، وانخفض عددهم بَعد اِستِقلال الهند وقيام دَولَة إسرائيل،  وبحلول 2013 بقي 25 يهوديًا في المدينة،  ويَقع الحي الصيني الوحيد في الهند في شَرق كلكتا،  وقد كَان يقطنه 20 ألف صيني سابقًا، وبحلول 2009 كَان عددهم ألفي نسمة فقط،  ويعود ذَلِك لعدة أَسبَاب مِنهَا العودة إلى الوطن والحرمان من الجنسية الهنديَّة في أعقاب الحرب الصينيَّة الهنديَّة عام 1962، والهِجرَة إلى الدُّوَل الأجنبيَّة للحصول على فرص اقتصاديّة أفضَل،  وقد كَان المُجتمع الصيني يعمل تقليديًا في صناعة الدباغة المحَلِية ويُدير مطاعم صينيَّة.

### الدين
| الديانات في كلكتا | الديانات في كلكتا | الديانات في كلكتا | الديانات في كلكتا | الديانات في كلكتا |
| ----------------- | ----------------- | ----------------- | ----------------- | ----------------- |
| الدين             | الدين             |                   | النسبة            | النسبة            |
| الهندوسية         | الهندوسية         |                   | 76.51%            | 76.51%            |
| الإسلام           | الإسلام           |                   | 20.60%            | 20.60%            |
| المسيحية          | المسيحية          |                   | 0.88%             | 0.88%             |
| الجاينية          | الجاينية          |                   | 0.47%             | 0.47%             |
| أخرى              | أخرى              |                   | 1.54%             | 1.54%             |

وفقًا لتعداد 2011، فَقَد كَان 76.51% من السكان هندوس، و20.60% مسلمون، و0.88% مسيحيون، و0.47% يتبعون الجاينيَّة،  ويتّبع 0.45% من السكان السيخية والبوذية وأديان أُخرى، بينما لَم يُذكر 1.09% من السكان ديانته،  سجلت مِنطَقَة شرطة كلكتا 15,510 قَضِيَّة في 2010، وهي ثامن أعلى نسبة في البلاد،  وَفِي عام 2010 كَان مُعَدّل الجريمة 117.3 لكل 100 ألف، وهي نسبة أقل من المعدل الوطنيّ البالغ 187.6 لكل 100 ألف.

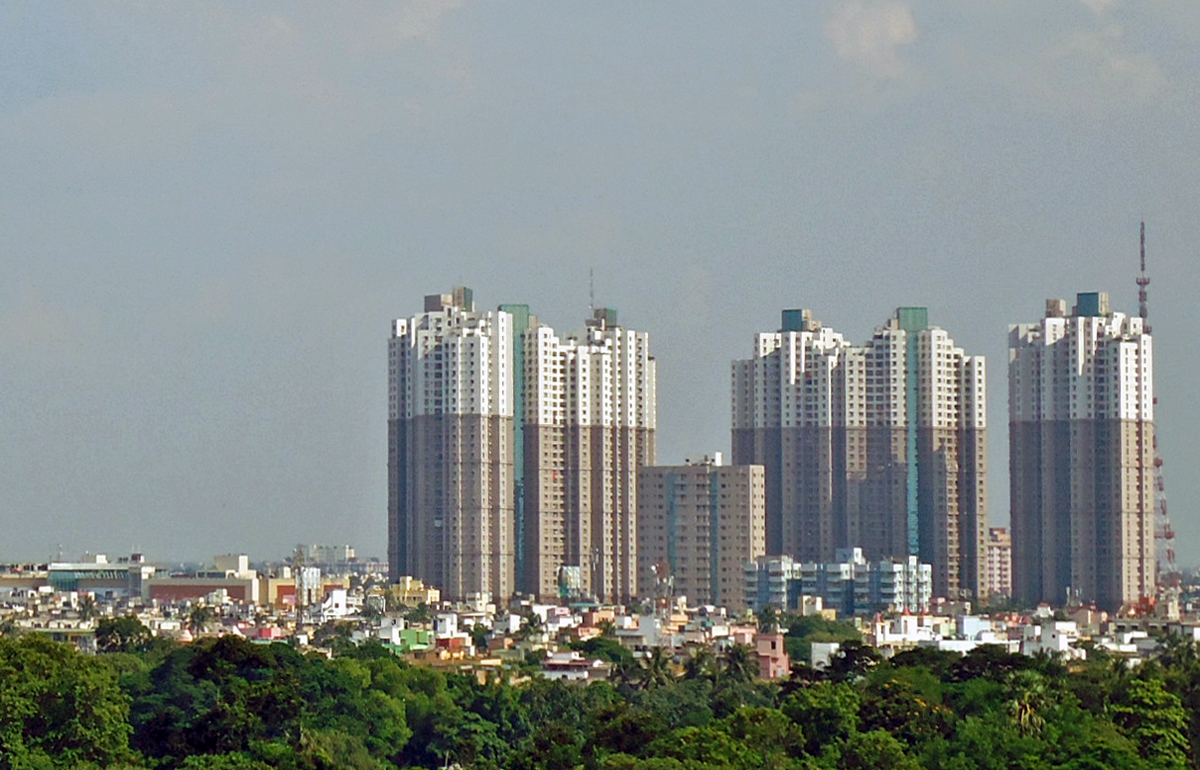
المباني السكنية الشاهقة في جنوب المدينة

## الخدمات الحكومية والعامة

### الإدارة المدنية

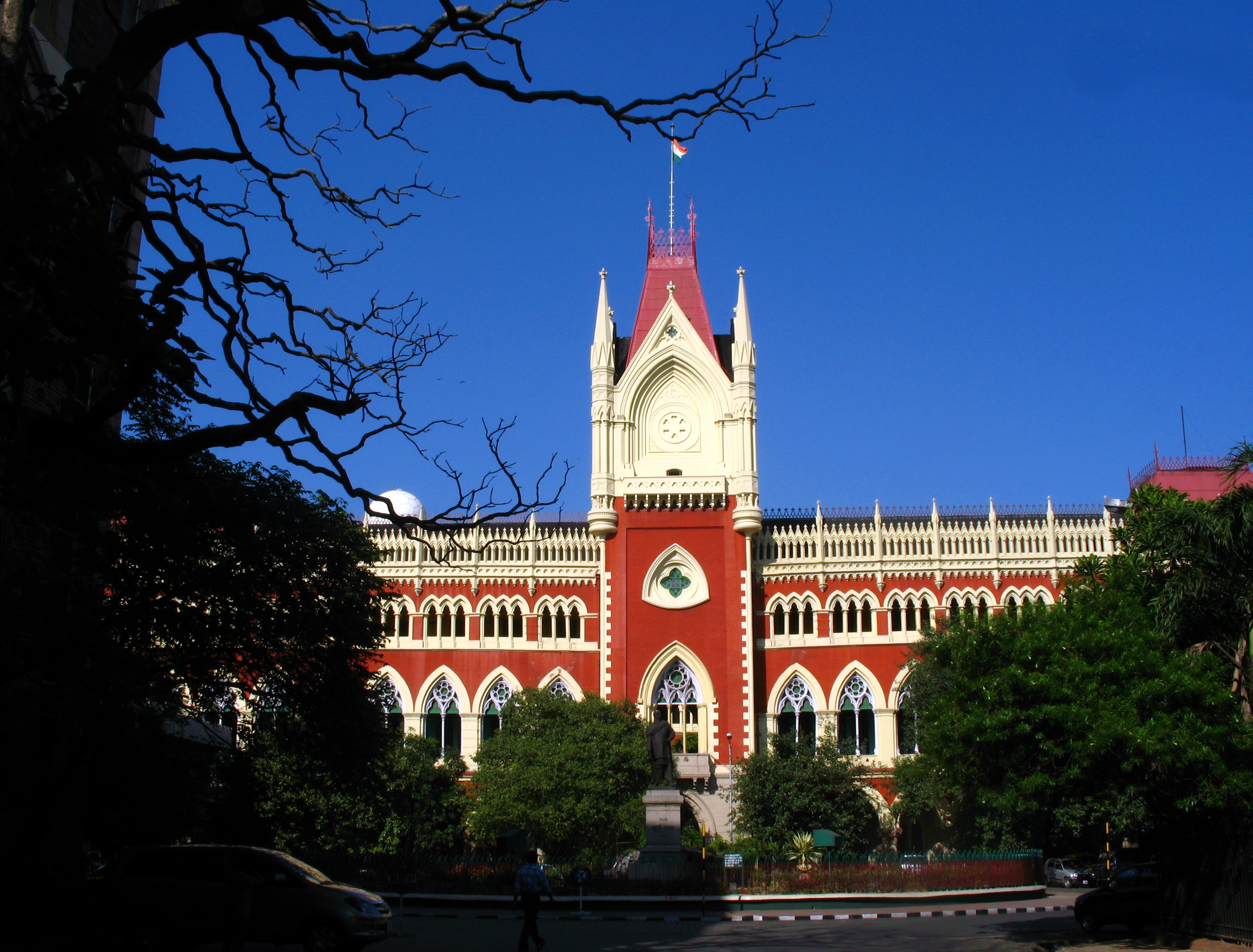
محكمة كلكتا العليا

تدار كلكتا من قَبل العديد من الوِكَالات الحكوميَّة، حيثُ تشرف «مؤسَّسة كلكتا البلدية» على البِنية التَّحتيَّة للمدينة وأحيائها البالغ عددها 16 حي، وتضُم الأحياء 144 جناح،  وينتخب كلّ جناح عضوًا في مؤسَّسة البلدية، وتتولَّى الشّركَة التخطيط الحضري وصيانة الطرق والمدارس المدعومة من الحُكومة والمُستشفيات والأسواق البلدية،  وتؤدّي الشّركَة وظائفها من خِلال مَجلِس البلدية الَّذِي يَتألَّف من رَئِيس البلدية، ونائب رَئِيس البلدية، وعشرة أعضاء آخرين منتخبين،  وتشمل وظائف مؤسَّسة كلكتا البلدية إمدادات المياه، والصرف الصحي، وإدارة النفايات الصلبة، وإنارة الشوارع، وتنظيم المباني.
تُشرف «هيئة تنمية كلكتا الحضريّة» على مِنطَقَة كلكتا الحضريّة،  وهي التكتل الحضري للمدينة، وهي المسؤولة عَن التخطيط الحضري،  وَفِي 2014 كَانَت كلكتا المدينة الأولى من بَين 21 مَدِينَة من حيثُ ممارسات الحُكم والإِدَارَة في الهند.
يدير «صُندُوق ميناء كلكتا» التابع للحكومة المركزيَّة «ميناء المدينة النهري»،  وللمدينة مَنصِب شرفي وَهُو «شريف كلكتا» الَّذِي يترأس العديد من المناسبات والمُؤتَمَرَات المتعلّقة بِالمدينة.
تُعتبر كلكتا مَقَر «الجمعيَّة التشريعية في ولاية البنغال الغَربيَّة»، و«سكرتارية الدَّولَة»، و«محكمة كلكتا العليا»، وتقع مُعظم المؤسّسات وَالمُؤَسِسَات الحكوميَّة في وَسَط المدينة، وتُعتبر «محكمة كلكتا العليا» أقدم محكمة عليا في الهند، وسبقتها «محكمة القَضَاء العليا» في فورت ويليام الَّتِي تأسّست عام 1774، وتتمتَّع محكمة كلكتا العليا بسلطة قضائيَّة على ولاية غَرب البنغال وإقليم اِتِحَاد جَزَر أندامان ونيكوبار،  وتُشرف وزارة الشؤون الداخليَّة في ولاية البنغال الغَربيَّة على «شرطة كلكتا» الَّتِي يرأسها مفوض شرطة،  وتنتخب مِنطَقَة كلكتا عضوين في مَجلِس النواب الهندي لوك سابها، وإحدى عشر ممثل في المَجلِس التشريعي للولاية.

### خدمات المرافق

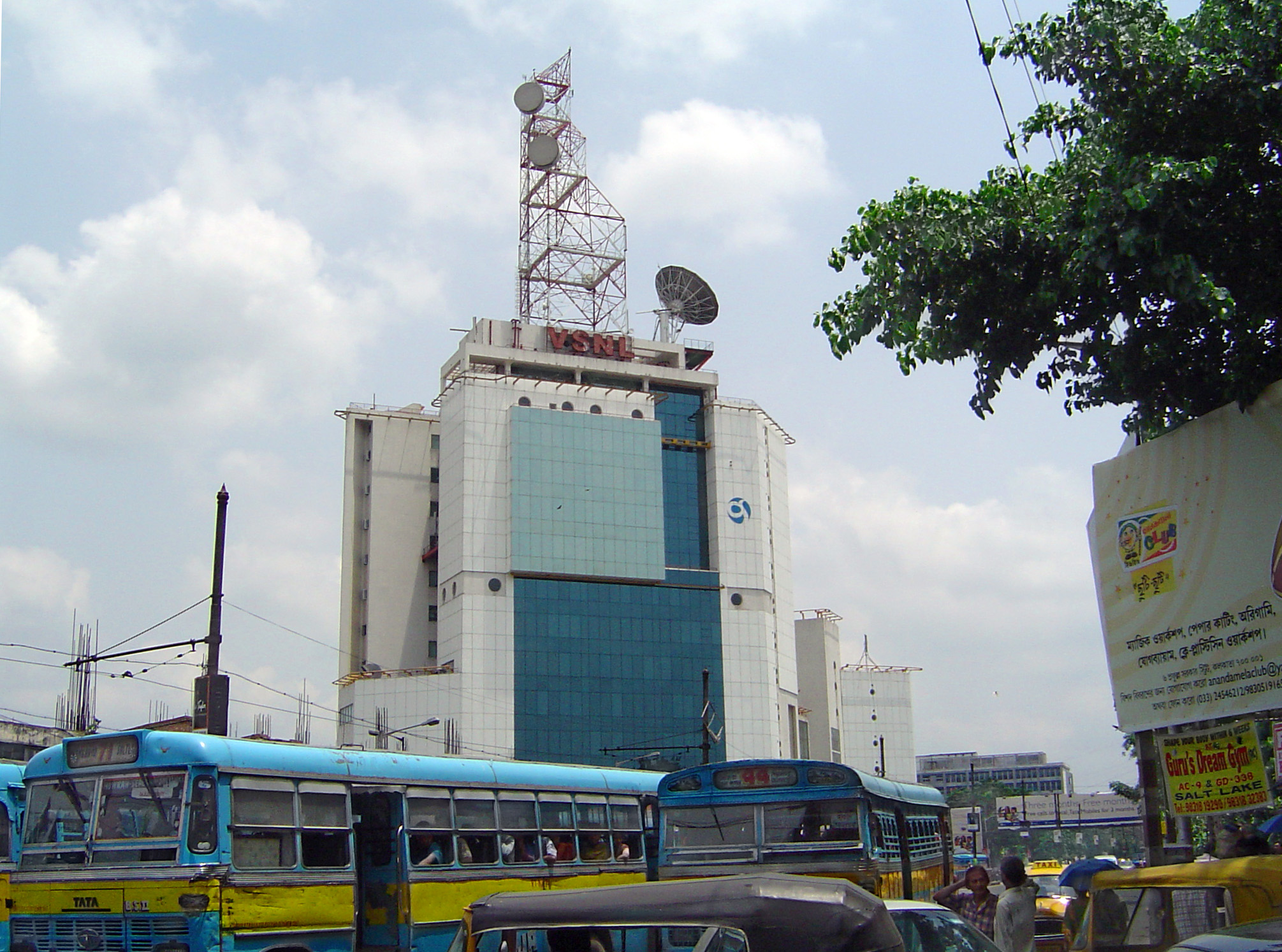
برج اتصالات تابع لمزود خدمات تاتا كوميونيكيشنز

تزود «مؤسَّسة بلدية كلكتا» المدينة بمياه الشرب من نهر هوغلي،  حيثُ تُعالج مياه النهر وتُنقى في محطّة ضخ بالتا الواقعة شَمَال مِنطَقَة بارجاناس،  ويُنَقل من المدينة نَحو 4 ألف طن بشكل يومي من النفايات إلى مكبات الإغراق في دابا شَرق المدينة،  وتفتقر أجزاء من المدينة إلى الصرف الصحي المُنَاسِب ممَّا يؤدي التخلص غير الصحي من النفايات.
توفر «شّركَة كلكتا للتوريدات الكهربائيّة» الطاقة الكهربائيّة للمدينة، وهي شّركَة خاصة، ويزود «مَجلِس كهرباء ولاية البنغال الغَربيَّة» مَنَاطِق الضواحي بالكهرباء،  وتُقَدَم وكالة «خِدمَة إطفاء غَرب البنغال» الحكوميَّة خِدمات الإطفاء.
تقدم خِدمات الهواتِف في المدينة شّركَة بهارات سانشار نيجام المحدودة الحكوميَّة، بِالإضافة إلى شركات خاصَّة مِثل فودافون، وبهارتي إيرتيل، واتصالات ريلانس، و«آيديا سيليولار»، وأيرسيل، و«تاتا دوكومو»، و«تاتا تيلي»، و«فيرجن موبايل»، و«إم تي إس إنديا»، :25–26 وتُعتبر كلكتا أول مَدِينَة هنديَّة تقدم خِدمات الجيل الرابع،  وَفِي 2010 بَلَغَت نسبة إجمالي مستهلكي الإنترنت ذَات النطاق العريض 7% من إجمال كامل البلاد، ومن مقدمي الإنترنت ذَات النطاق العرض «سيفي»، و«ايرتل»، و«ريلاينس».

### المؤسسات العسكرية والدبلوماسية
تتمركز القيادة الشرقيَّة للجيش الهندي في المدينة، وكونها من أكبر مُدن الهند وأكبر مَدِينَة في شَرق وشمال شَرق الهند، تستضيف كلكتا بعثات دبلوماسية لعدة بُلدان ومنها أُستراليا، وبنغلاديش، وبوتان، وكندا، وجُمهُوريَّة الصين الشعبية، وفرنسا، وألمانيا، وإيطاليا، واليابان، وميانمار، ونيبال، وروسيا، وسريلانكا، وسويسرا، وتايلاند، والمملكة المتَّحدة، والوَلاَيات المتَّحدة، وتُعد «القنصلية الأمريكيَّة في كلكتا» ثاني أقدم قنصلية لوزارة الخارجيَّة الأمريكيَّة، ويعود تاريخها إلى 19 نوفمبر 1792،  ويُوجد في المدينة تمثيل دبلوماسي لأكثر من 65 دَولَة وَمُنَظَّمَة دَولِيَّة، مِنهَا مكاتب قنصلية، ومكاتب قنصلية فخرية، ومراكز ثقافية، واقسام اقتصاديّة، ومكاتب تمثيل تجاريَّة.

## النقل
تتنوع وَسَائِل النَّقل العامَّة في كلكتا في عدَّة أنواع وهي «سكة حديد كلكتا سوبربان»، «مترو كلكتا»، «ترام كلكتا»، وعربات الريكاشة، وسيارات الأجرة، والحافلات، وتربط شبكة السكك الحديديَّة ضواحي المدينة البعيدة، وتحتَلّ كلكتا المرتبة الأولى من حيثُ نِظَام النَّقل العَام من بَين ستة مُدن هنديَّة شملها مسح الرابِطَة الدوليَّة للنقل العَام في 2013،  ويُعد «مترو كلكتا» الَّذِي يعمل مُنذ عام 1984، أقدم نِظَام نَقل جماعي تحت الأرض في الهند،  حيثُ يمتد من شَمَال المدينة إلى جنوبها، وقد بدأَ الجزء الثاني من المترو العَمَل في 2020 لتغطية جُزء من «سَوَّلت لِيك»، حيثُ سيربط الخط الشرقي الغربيّ سالت لِيك بمنطقة حوراء ويُغطي الخطان مسافة 33.02 كيلومتر (21 ميل).
تربط كلكتا خمسة محطَّات سكك حديدية، وتقع في «مِنطَقَة حوراء» (أكبر مجمع للسكك الحديديَّة في الهند)، وسيلدا، وشيتبور، وشاليمار، وسانتراجاتشي، وتربط كلكتا إلى مُعظم مُدن ولاية البنغال الغَربيَّة وَغَيرَهَا من المُدن الكبرى في الهند،  وَفِي كلكتا «ثلاث مَنَاطِق سكك حديدية» من أصل ثمانية عشر قسم إقلِيميّ للسكك الحديديَّة الهنديَّة وهي «سكة حديد كلكتا»، و«السكك الحديديَّة الشرقيَّة»، و«السكك الحديديَّة الجنوبيَّة الشرقيَّة»،  وترتبط كلكتا مَع دكا عاصمة بنغلاديش بخطوط السكك الحديديَّة والطرق.
تُعتبر الحافلات أَكثَر وَسَائِل النَّقل شيوعًا وتُشغلها وكالات حكومية وخاصة،  وتُعتبر كلكتا المدينة الهنديَّة الوحيدة الَّتِي تملك شبكة ترام،  وتقتصر خِدمات الترام بطيئة الحركة على مَنَاطِق معينة من المدينة، وتؤدّي الأمطار الغزيرة أَثناء الرياح الموسميَّة الصيفية إلى قطع شبكات النَّقل في بَعض الأحيان،  وتستخدم عربات الريكاشة طرقًا محددة، وتُعد سيارات الأجرة في كلكتا بمثابة هندوستان أمباسادور، 
نظرًا لتنوع وَسَائِل النَّقل العَام ووفرتها في المدينة، فإنَّ مركبات القِطَاع الخاصّ لَا تُعد ذَات أهَمِيَّة كَبِيرَة لَدَى السكان كما في المُدن الهنديَّة الكبرى الأُخرى،  وقد شهدت المدينة زِيادَة مطردة في عدد المركّبات المُسجَّلة، حيثُ أرتفع عدد المركّبات 44% خِلال سبع سنوات بحسب بيانات عام 2002،  وتُشكل «الطرق» نسبة 6% من مِسَاحَة المدينة، مُقارنة بنحو 23% في دلهي، و17% في مومباي،  وقد عَمَل «مترو كلكتا» على تخفيف الازدحام المروري، وتُقَدَم خِدمات الحافلات لمسافات طويلة عدَّة مؤسسات مِنهَا «مؤسَّسة النَّقل بولاية كالكوتا»، و«شّركَة النَّقل بولاية جَنُوب البنغال»، و«شّركَة النَّقل بولاية شَمَال البنغال»، وَغَيرَهَا،
يقع مطار نيتاجي سوبهاس شاندرا بوس الدولي في «دوم دوم» على بَعد نَحو 16 كيلومتر (9.9 ميل) شَمَال شَرق مَركَز المدينة، ويسير رحلات داخلية ودولية.
تأسس «ميناء كلكتا» عام 1870، وَهُو أقدم ميناء نهري في الهند والوحيد،  ويُدير «صُندُوق ميناء كلكتا» أحواض السفن في كلكتا وهالديا،  ويستضيف الميناء خِدمات الركاب إلى ميناء بلير، عاصمة جَزَر أندامان ونيكوبار، وتعمل «شّركَة الشحن الهنديَّة» على تشغيل خِدمَة الشحن إلى موانئ الهند وموانئ العَالَم،  وتربط «خِدمات العبّارات» مَدِينَة كلكتا بمدينتها التوأم هاورا عبر نهر هوغلي.

## الرعاية الصحية

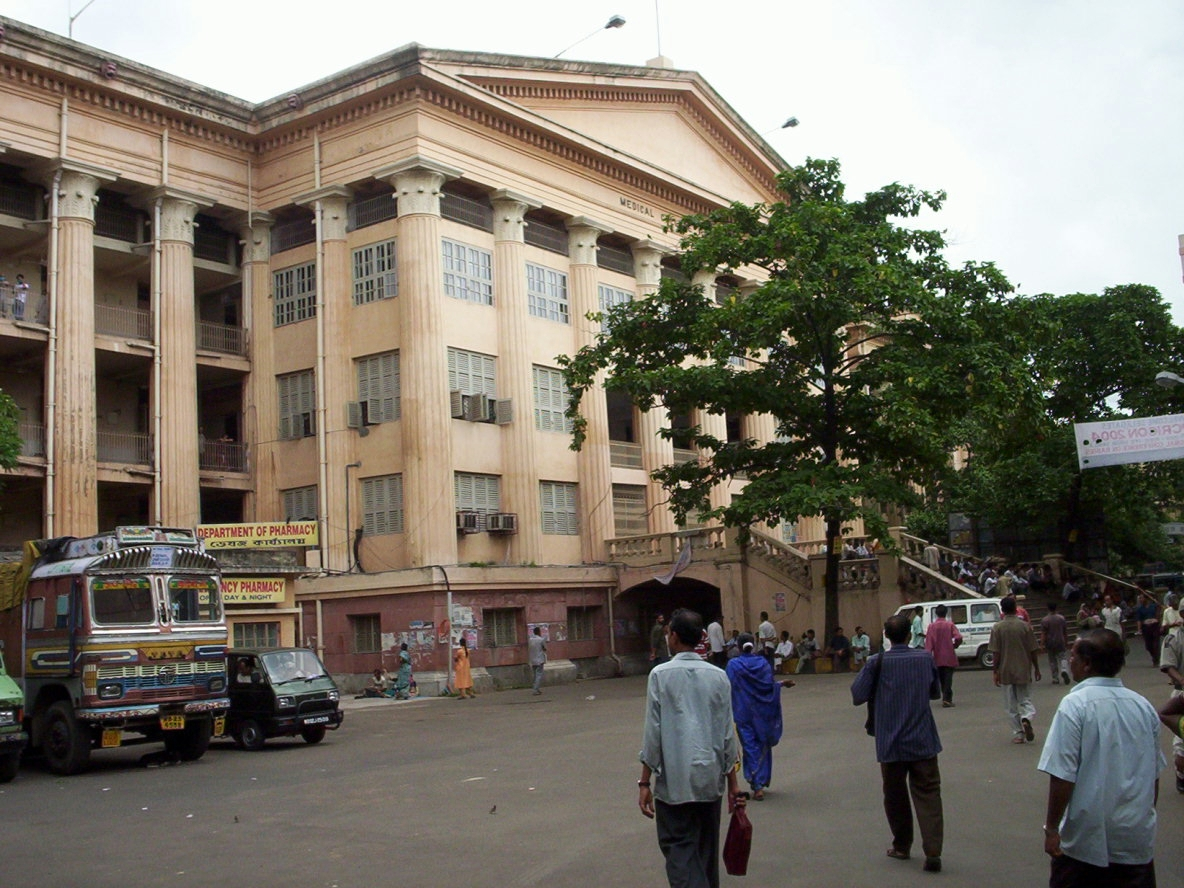
كلية الطب في كلكتا، المؤسسة الثانية في آسيا لتدريس الطب الحديث (بعد مدرسة الطب في بونديشيري)

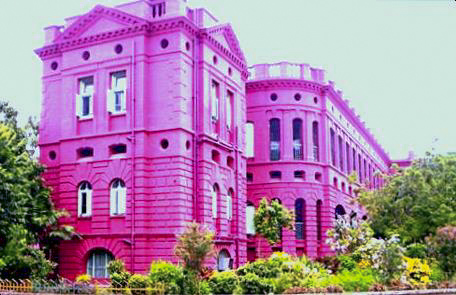
يُعد "معهد التعليم والبحث الطبي بعد التخرج ومستشفى سيث سوخلال كارناني التذكاري" أكبر مستشفى في ولاية البنغال الغربية ومن أقدم مستشفيات كلكتا.

تكون نِظَام الرعاية الصحيّة في كلكتا في 2011 من 48 مستشفى حكومي، يقع معظمها تحت إشراف وزارة الصحة ورعاية الأسرة التَّابِعَة لحكومة ولاية البنغال الغَربيَّة، و 366 مؤسَّسة طبية خاصة، وتُوفر هَذِه المؤسّسات 27,678 سرير مستشفى،  وتبلغ نسبة أسرة المُستشفيات إلى عدد السكان 61.7 سرير لكل 10000 شخص،  وهي نسبة أعلى من المعدل الوطنيّ البالغ 9 أسرة لكل 10000 شخص،  وَفِي مِنطَقَة كلكتا الحضريّة عشر كليات للطب وطب الأسنان وتعمل كمستشفيات إحالة من الدرجة الثالثة في الولاية،  وقد تأسّست كلية الطب في كلكتا في 1835، وكانت أول مؤسَّسة في آسِيَا تُدرس الطب الحديث،  وتُعد المرافق الطبيَّة غير كافية لتلبية احتِياجات الرعاية الصحيّة للمدينة،  حيثُ يُفضل أَكثَر من 78% من السكان القِطَاع الطبي الخاصّ على القِطَاع الطبي العام، :109 ويعود ذَلِك لإثقال كاهل قطاع الصحة العامَّة، وبُعدها عَن مكان السكن، وفترات الانتظار الطويلة في المرافق الحكوميَّة. :61
تملك نسبة صغيرة من الأسر في المدينة تأمين صِحّي، بحسب المسح الوطنيّ الهندي لصحة الأسرة لعام 2005،  :41 ويُعد مُعَدّل الخصوبة الإجمالي في كلكتا البالغ (1.4)، المُعدل الأدنى بَين المُدن الَّتِي شملها المسح،  :45 ووجد المسح أن 77% من السيدات المُتزوجات يستخدمن موانع الحمل، بينما 46% منهن يستخدمن وَسَائِل مَنع حمل حديثة. :47 وقد بلغَ معدل وفيات الرضع في كلكتا 41 وفاة لكل ألف مولود حي، وَكَان مُعَدّل وفيات الأَطفَال دُون سِنّ الخامسة 49 وفاة لكل ألف مولود حي. :48
في 2005 احتَّلت مَدِينَة كلكتا المرتبة الثانيَّة من حيثُ عدد الأَطفَال الذين لَم يتلقوا أي لقاحات في إِطار بَرنامَج التحصين العالميّ بنِسبَة 5% من إجمالي عدد الأَطفَال،  :48 واحتلت المرتبة الثانيَّة من حيثُ الوُصُول إلى «مَركَز أنغانوادي» في إِطار بَرنامَج خِدمات تنمية الطَفل المتكاملة لنحو 57% من الأَطفَال الذين تتراوح أعمارهم بَين يوم و71 شهر،  :51 وكانت نسبة الأَطفَال الذين يعانون من سوء التغذية وفقر الدم ونقص الوزن الأقل مُقارنة بالمُدن الأُخرى الَّتِي شملها المسح. :54–55
يُعاني حوالي 18% من الرجال و 30% من السيدات في كلكتا من السمنة المفرطة، وينتمي معظمهم إلى الطبقات غير الفَقِيرَة في المُجتمع. :105 وَفِي عام 2005 كَان لَدَى كلكتا أعلى نسبة للسيدات المصابات بفقر الدم (55% من إجمالي السيدات)، بينما كَان 20% من الرجال يعانون من فقر الدم، :56–57 وتنتشر أمراض مِثل السكري والربو وتضخم الغدة الدرقية واضطرابات الغدة الدرقية في السكان،  :57–59 وتنتشر الأمراض الاستوائيَّة مِثل الملاريا وحمى الضنك و«الشيكونغونيا» في المدينة،  وتُعتبر كلكتا من المُدن الَّتِي يُوجِد فِيهَا أعداد كَبِيرَة من المُصابين بالإيدز، وقد صُنفت بأنَّها مِنطَقَة معرضة لمخاطر عالية. وتسبب ارتفاع تلوث الهواء في نَقص متوسط العمر المتوقع لمواليد المدينة بأربع سنوات عَن مواليد الضواحي.

## التعليم

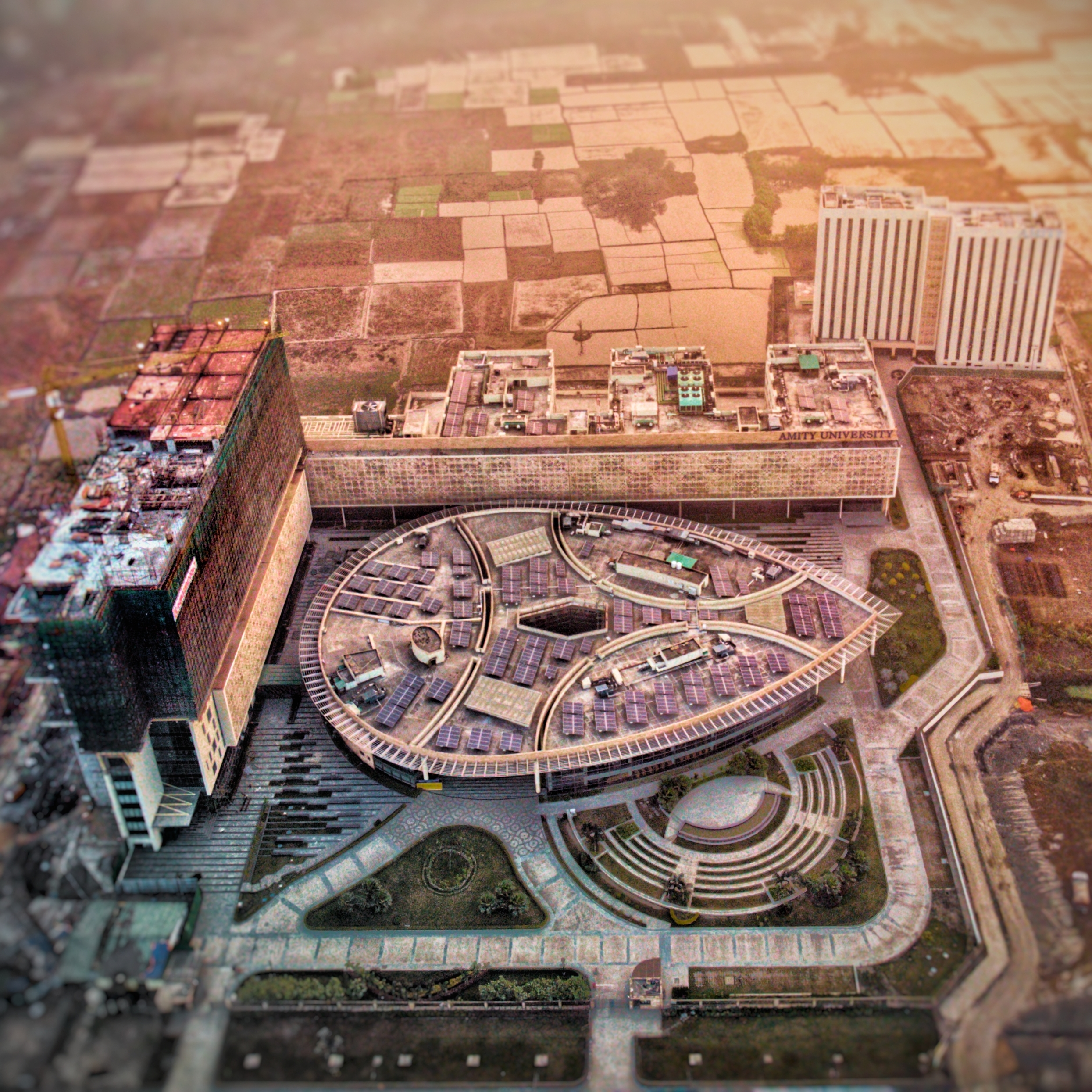
منظر جوي لجامعة أميتي في كلكتا

تُدير حكومة الولاية العديد من مدارس المدينة، وتُدير المنظَّمات الخاصّة بعضًا مِنهَا، وتُعد البنغاليّة والإنجليزيَّة اللغتان الأساسيتان للتعليم، وتُستخدم الأردية والهنديَّة في التَّعليم خاصَّة في وَسَط كلكتا،  وتتبع المدارس في كلكتا خُطَّة التعليم في الهند، حيثُ يلتحق الطلاب بَعد إكمال التَّعليم الثانوي بالمدارس الَّتِي بِهَا مُنشأة ثانوية عليا، وتنتسب إلى مَجلِس غَرب البنغال للتعليم الثانوي العالي، أو الشهادة الهندية للتعليم الثانوي، أو المجلس المركزي للتعليم الثانوي. ويختار الطلاب بَين المجَالات المتاحة ومنها الفنون الحُرَّة والأَعمَال التجاريَّة والعلوم والبَرامِج المهنيَّة،  وقد صُنفت بَعض مدارس كلكتا من أفضَل المدارس في الهند ومنها «مدرسة ساوث بوينت»، و«لَا مارتينيير كالكوتا»، و«مدرسة كلكتا للبنين»، و«مدرسة سانت جيمس (كلكتا)»، و«مدرسة سانت كزافييه كوليجيت»، و«لوريتو هاوس».
تَقع في التجمعات الحضريّة في كلكتا 14 جامعة تديره حكومة الولاية،  وتُعد «كلية محمدان في كلكتا» الَّتِي تأسّست عام 1780 أقدم مؤسَّسة تعليمية مَا بَعد الثانويّة في المدينة،  وتُعد جامعة كلكتا أول جامعة حديثة في جنوب آسيا حيثُ تأسّست في عام 1857،  وتُعتبر «كلية بريزيدنسي» (الكليَّة الهندوسيَّة سابقًا بَين 1817 و1855) من أقدم الكليّات في الهند، وقد كَانَت تَابِعَة لجامعة كلكتا حتَّى عام 2010 عَندَمَا تم تحويلها إلى جامعة بريزيدنسي، وتُعد «جامعة البنغال للهندسة والعلوم» ثاني أقدم مؤسَّسة هندسية في البلاد ومقرها في هاورا،  وتشتهر «جامعة جادافبور» بكليات الآداب والعلوم والهندسة،  وقد تأسس «المَعهَد الهندي للإدارة في كلكتا» في عام 1961 في جوكا، وَهُو أول معهد هندي للإدارة، وتضُم كلكتا أيضًا المَعهَد الهندي لِلتِجَارَة الخارجيَّة مُنذ 2006.
تُعتبر «جامعة غَرب البنغال الوطنيَّة للعلوم القضائيَّة» من كليات الحُقوق المُستقلَّة في الهند،  وتُعد «جامعة آزاد للتكنولوجيا» في غَرب البنغال أكبر جامعة تكنولوجية من حيثُ التحاق الطلاب وعدد المؤسّسات التَّابِعَة لَهَا، وتضُم كلكتا العديد من المعاهد البحثية مِثل «الرابِطَة الهنديَّة لزراعة العلوم»، و«المَعهَد الهندي للبيولوجيا الكيميائيّة»، و«المَعهَد الهندي لتعليم وبحوث العلوم»، و«معهد بوز»، و«معهد ساها للفيزياء النوويَّة»، و«مَركَز دراسات العلوم الاجتماعيَّة في كلكتا»، ومعهد عموم الهند للنظافة والصحة العامة، و«معهد أبحاث الزجاج والسيراميك المركزي»، و«المَركَز الوطنيّ سي بوز للعلوم الأساسيّة»، و«المَعهَد الهندي للرعاية الاجتماعيَّة وإدارة الأَعمَال»، و«المَعهَد الوطنيّ للتعليم والبُحوث الصيدلانيّة في كلكتا»، و«مَركَز سيكلوترون للطاقة المُتغيِرة»، و«المَركَز الهندي لفيزياء الفضاء».
من العُلماء البارزين الذين ولدوا أو عملوا أو درسوا في كلكتا ساتيندرا ناث بوز، وميجناد ساها،  وجاجاديش تشاندرا بوس،  وبرافولا شاندرا روي،  و«براسانتا شاندرا ماهالانوبيس»، و«أنيل كومار جاين»،  و«أشوتوش موخيرجي»،  وروبندرونات طاغور، والحائزين على جائزة نوبل  تشاندراسيخارا رامان  وأمارتيا سن.

## الثقافة
تشتهر كلكتا بتراثها الأدبي والفني والثوري، وباعتبارها العاصِمَة السَّابِقَة للهند كَانَت مهد الفكر الأدبي والفني الهندي الحديث،  أويُطلق عَلَيهَا لقب «مَدِينَة الطاقة الإبداعية الغاضبة»،  وهي العاصِمَة الثقافيَّة أو الأدبيَّة للهند،  يُوجِد في كلّ حي في المدينة نادي مجتمعي خاصّ بِه،  وينخرط سُكَّانها المُحادثات الفكريَّة الحُرَّة،  وينتشر في المدينة تقليد الكتابة السياسيَّة على الجدران الَّتِي تصور كلّ شيء من الثراء الفاحش والمزاح الذَكِيّ والقصائد الفكاهية وَالرُّسُوم الكاريكاتورية والدعاية.
تضم كلكتا العديد من المباني المُزيَّنة بزخارف هندسية هنديَّة إسلامية وهنديَّة ساراكينوسية، وتُعتبر العديد من مباني الحقبة الاستعماريَّة «مباني تراثية»،  تأسس المتحف الهندي في 1814 ويُعتبر أقدم متحف في البلاد، ويضّم مجموعات كَبِيرَة تعرض التَّاريخ الطَّبيعِيّ الهندي والفن الهندي،  ويُعد «قصر الرخام» مثالًا كلاسيكيًا للقصر الأوروبيّ الَّذِي بُني في المدينة، ويُعد نصب فيكتوريا التذكاري من أهم معالم المدينة، ويضّم متحف لتوثيق تَارِيخ المدينة، ويُوجد في كلكتا «مكتبة الهند الوطنيَّة» المكتبة العامَّة الرائدة في البلاد، بينما تُعدّ (بالإنجليزية: Science City)‏ أكبر مَركَز علمي في شبه القارة الهندية.
انخفضت شعبية المسارح التجاريَّة في المدينة مُنذ الثمانينات،  وكانت حَرَكَة «المسارح الجماعيَّة» الثقافيَّة قد بَدَأت في الأربعينيَّات من القرن الماضي، وهي مسارح غير تجاريَّة، وتُعد مَرَاكِز لتجارب مختلفة في الموضوع والمحتوى والإِنتاج. وتضُم مِنطَقَة تشيتبور العديد من شركات إِنتاج «الجاترا» وهي أحد تقاليد الدراما الشعبية المَشهورة في ريف البنغال،  وتُعد كلكتا موطن صناعة السينما البنغاليّة، ويُطلق عَلَيهَا اسم «توليوود» نسبة لمنطقة توليغونج حيثُ تُوجَد مُعظم استُوديُوهات الأَفلام في الولاية،  ومن المخرِجين السينمائيين المشهود لهم دوليًا المخرج الحائز على جائزة الأوسكار ساتياجيت راي، وريتويك غاتاك، ومرينال سين. وَخِلَال القرنين التَّاسِع عشر وَالعَشرَين، تم تحديث الأدب البنغالي من خِلال أَعمَال مؤلفين مِثل تشاتوبادهيايا تشاترجي، وروبندرونات طاغور، ونذر الإسلام، وسارات شاندرا تشاتوبادياي،  والَّتِي شكلت جُزءًا كبيرًا من عصر النهضة البنغال بجانب إصلاحات رام موهان روي، وسوامي فيفي كاناندا الاجتماعيَّة.
نشأت «لوحة كاليغات» في كلكتا في القرن التَّاسِع عشر، كنمط محلي يعكس مَجمُوعَة متنوعة من الموضوعات مِثل الأساطير والحَيَاة اليومية،  ومثلت «الكليَّة الحكوميَّة للفنون والحرف» الَّتِي تأسّست عام 1864، مهد مكان عَمَل الفنّانين البارزين مِثل «أبانيندراناث طاغور»، و«جاميني روي»، و«ناندال بوز»،  ومنبع «مدرسة البنغال للفنون» الَّتِي نشأت كحركة طليعية وقومية ضدَّ أنماط الفن الأكاديمي السائدة في أوائل القرن العِشرين. وتقيم أكاديميَّةً الفنون الجميلة معارض فنية منتظمة، وتشتهر المدينة بتقديرها للأغاني الَّتِي ألفها رابندرانات طاغور وتُعرف برابيندرا سانجيت، وبتقدير المُوسيقى الكلاسيكيَّة الهنديَّة، وتُقام فِيهَا حفلات موسيقيَّة هامة على مدار العَام،  وَفِي أوائل التسعينات ظهرت أنواع جديدة تضم فرقًا شعبية بَدِيلَة للروك البنغالي.
تَشمَل الوجبات الرَئِيسيّة لمطبخ كلكتا الأرز وكاري السمك المعروف بِاِسم «ماشر جول»،  والَّذِي يُصحب بالحلويات مِثل «روشوغولا»، و«ساندش»، والزبادي الحلو المعروف بِاِسم «مشتي دوهي»، وتشمل مَجمُوعَة أطباق المأكولات البحريَّة الكبيرة في البنغال مَجمُوعَة متنوعة من «أطباق الإيليش».
ترتدي النِساء البنغاليات زي «الساري» التقليديّ، وتكتسب «الشالوار كاميز» والملابس الغَربيَّة قبولًا بَين الأصغر سنًا،  ويُقام في كلكتا مهرجان «دورجا بوجا» للاحتفالات البراقة والديكورات الفنية،  ومن مهرجانات المدينة مهرجان يوم السنة البنغاليّة الجَدِيدَة المعروف بِاِسم باهيلا بيشاك، ومهرجان الحصاد في بوش باربون، ومهرجان ديوالي، ومهرجان هولي، وساراسواتي بوجا، ولاكشمي بوجا، ومهرجان غانيش تشاتورثي، ومقار سانكرانتي، وعيد الفطر، وعيد الميلاد، وعيد ميلاد بوذا، وماهافير جايانتي.

## وسائل الإعلام

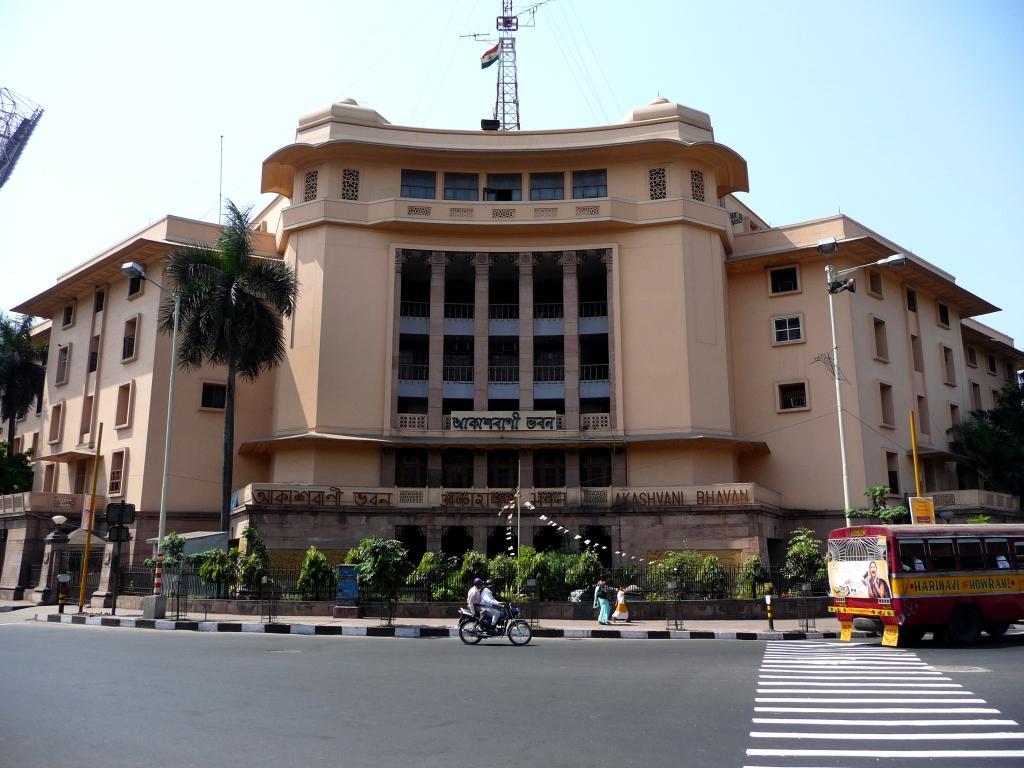
مبنى "أكاشفاني بهاوان" المكتب الرئيسي إذاعة كل الهند

بَدَأت «صحيفة البنغال غازيت» النشر من كلكتا في عام 1780، وهي أول صحيفة في الهند،  ومن الصحف البنغاليّة اللغة في كلكتا «أناندابازار»، و«بارتمان»، و«سامي سانغبادباترا»، و«سانجباد براتيدين»، و«إيجال»، و«داينيك ستيتسمان» و«جاناشاكتي»، وتطبع وتُنَشر في كلكتا باللغة الإنجليزيَّة كلّ من «ذا ستيتس مان»، و«التغراف»، و«تايمز أوف إينديا»، و«هندوستان تايمز»، و«الصحيفة الهندوسية»، و«إكسبريس الهندية»، و«العصر الآسيوي». ومن الصحف اليومية الاقتصاديَّة المَشهورة في كلكتا «التايمز الاقتصاديَّة»، و«فاينانشيال إكسبريس» و«بيزنس لاين»، و«بيزنس ستاندرد»،  ويُطبع ويُنَشر في المدينة صحف بلغات أُخرى مِثل الصحف الهنديَّة والأردية والغوجاراتية والأودية والبنجابية والصينيَّة،  وقد كَانَت كلكتا مَركَز حَرَكَة المجلّة البنغاليّة الصَّغِيرَة.
تبث الإذاعة الوطنيَّة إذاعة كل الهند عدَّة محطَّات إذاعية في كلكتا، ويُبث فِيهَا 10 محطَّات إذاعية محليّة، وتُوفر محطة تلفزيون دوردارشان قناتين أرضيتين مجانيتين،  ويُمكن الوُصُول لمزيج من القنوات البنغاليّة والهنديَّة والإنجليزيَّة والقنوات الإقليميَّة الأُخرى عبر اشتراك الكابل أو خِدمات البث المُبَاشِر عبر الأقمار الصناعيّة أو عبر خِدمَة آي بي تي في،  ومن القنوات الإخباريَّة التلفزيونيَّة الَّتِي تبث على مدار الساعة باللغة البنغاليّة «كلكتا تي في»، وزي نيوز و«بنغال تي في 9».

## الرياضة

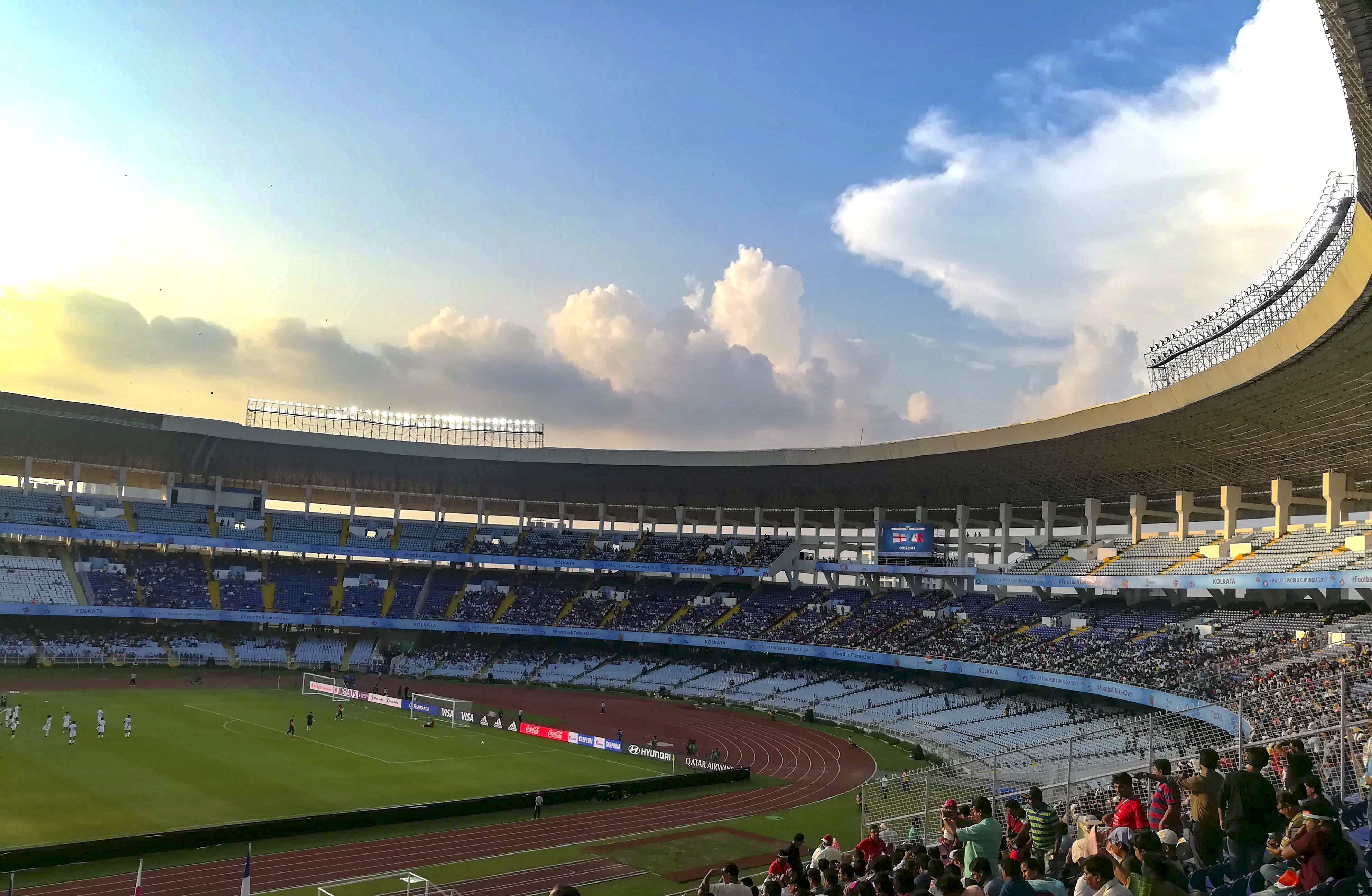
ملعب سالت ليك في إحدى مباريات كأس العالم تحت 17 سنة لكرة القدم 2017

تُعد كرة القدم والكريكيت الرياضات الأكثر شعبية في كلكتا، ويُظهر سكان المدينة شغفًا كبيرًا بكرة القدم،  وتُعد كلكتا موطن لأفضل أندية كُرَة القدم الوطنيَّة مِثل نادي موهون باغان، ونادي إيست بنغال، ونادي محمدان. ويُعد «دوري كلكتا لكرة القدم» الَّذِي بدأَ في 1898، أقدم دوري كُرَة قَدَم في آسِيَا،  وتَشهد مباريات «ديربي كلكتا» بَين موهون باغان وشرق البنغال، حضورًا كبيرًا وتنافسًا بَين الرعاة،  ويُعد ملعب سالت ليك ثاني أكبر مَلعَب في الهند من حيثُ سعة المقاعد، وفيه لُعبت مُعظم مباريات كأس العالم تحت 17 سنة لكرة القدم 2017،  ويُعد «نادي كلكتا للكريكيت وكرة القدم» ثاني أقدم نادي للكريكيت فِي العَالم.
تحظى الكريكيت بشعبية في كلكتا، وتُمارس في الملاعب والشوارع في جَمِيع أنحاء المدينة،  وفيها يُوجِد مَقَر «جمعية الكريكيت في البنغال» الَّتِي تُنظَّم لعبة الكريكيت في ولاية البنغال الغَربيَّة، وفيها نادي أتلتيكو كلكتا،  وتبلغ سعة «حدائق عدن» 80 ألف شخص،  وقد استضافت المُباراة النهائيَّة لكأس العَالَم للكريكيت 1987.
استضاف «مَلعَب نيتاجي الداخليّ» في كلكتا بطولة كُرَة السلة الآسيويّة لعام 1981، حيثُ حصل فَرِيق كُرَة السلة الوطنيّ الهندي على المَركَز الخامس، متقدماً على الفرق الآسيويّة مِثل إيران، وَفِي كلكتا ثلاثة ملاعب جولف، ويُعد «نادي رويال كلكتا للجولف» أول نادي للجولف خارج المملكة المتَّحدة،  ويستضيف «رويال كلكتا تيرف كلوب» سباقات الخيل ومباريات البولو،  ويُعتبر «نادي كلكتا للبولو» أقدم نادي بولو فِي العَالم،  وتأسس «نادي مضرب كلكتا» في 1793، وَهُو نادٍ للاسكواش والمِضرَب، وَهُو من أقدم أندية كُرَة المِضرَب فِي العَالم، والأول في شبه القارة الهنديَّة. وتُقام بطولات التنس الوطنيَّة في «نادي كلكتا الجنوبي» وَكَان أولها في 1946. وَفِي الفَترَة 2005-2007 أُقيمت بطولة «صنفيست المَفتوحة» التَّابِعَة لرابطة محترفات التنس في مَلعَب نيتاجي.
يستضيف «نادي كلكتا للتجديف» منافسات التجديف، وتُعتبر كلكتا المَركَز الرائد لاتحاد الرجبي في الهند، ويُعد «كأس كلكتا للرجبي» أقدم بطولة دَولِيَّة في اِتِحَاد الرجبي،  وتشارك «جمعية السيَّارات في الهند الشرقيَّة» الَّتِي تأسّست عام 1904،  و«نادي البنغال لرياضات السيَّارات» في التَروِيج لرياضات السيَّارات في كلكتا والبنغال الغَربيَّة. وتُنظم «جمعية البنغال للهوكي» كأس بيتون الَّذِي أُقيم لأول مرَّة في 1895، وَهُو أقدم بطولة للهوكي في الهند.

## المدن الشقيقة
- دكا، بنغلاديش.[323]
- كونمينغ، الصين (أكتوبر 2013).[323][324]
- سالونيك، اليونان (21 يناير 2005).[323][325]
- نابولي، إيطاليا.[323]
- كراتشي، باكستان.[326]
- إنتشون، كوريا الجنوبية.[323][327]
- أوديسا، أوكرانيا.[323][328][329]
- جيرسي سيتي، الولايات المتحدة.[323]
- لونغ بيتش، الولايات المتحدة.[323]
- دالاس، الولايات المتحدة.[323]

## طالع أيضًا
- قنب كلكتا
- نيودلهي
- عبودية الدين في كيدربور